# Catherine d'Alexandrie
 (septembre 2024).
 (septembre 2024).
La mise en forme du texte ne suit pas les recommandations de Wikipédia : il faut le « wikifier ».
Les points d'amélioration suivants sont les cas les plus fréquents. Le détail des points à revoir est peut-être précisé sur la page de discussion.
- Les titres sont pré-formatés par le logiciel. Ils ne sont ni en capitales, ni en gras.
- Le texte ne doit pas être écrit en capitales (les noms de famille non plus), ni en gras, ni en italique, ni en « petit »…
- Le gras n'est utilisé que pour surligner le titre de l'article dans l'introduction, une seule fois.
- L'italique est rarement utilisé : mots en langue étrangère, titres d'œuvres, noms de bateaux, etc.
- Les citations ne sont pas en italique mais en corps de texte normal. Elles sont entourées par des guillemets français : « et ».
- Les listes à puces sont à éviter, des paragraphes rédigés étant largement préférés. Les tableaux sont à réserver à la présentation de données structurées (résultats, etc.).
- Les appels de note de bas de page (petits chiffres en exposant, introduits par l'outil «  Source ») sont à placer entre la fin de phrase et le point final[comme ça].
- Les liens internes (vers d'autres articles de Wikipédia) sont à choisir avec parcimonie. Créez des liens vers des articles approfondissant le sujet. Les termes génériques sans rapport avec le sujet sont à éviter, ainsi que les répétitions de liens vers un même terme.
- Les liens externes sont à placer uniquement dans une section « Liens externes », à la fin de l'article. Ces liens sont à choisir avec parcimonie suivant les règles définies. Si un lien sert de source à l'article, son insertion dans le texte est à faire par les notes de bas de page.
- La présentation des références doit suivre les conventions bibliographiques. Il est recommandé d'utiliser les modèles {{Ouvrage}}, {{Chapitre}}, {{Article}}, {{Lien web}} et/ou {{Bibliographie}}. Le mode d'édition visuel peut mettre en forme automatiquement les références.
- Insérer une infobox (cadre d'informations à droite) n'est pas obligatoire pour parachever la mise en page.

Pour une aide détaillée, merci de consulter Aide:Wikification.
Si vous pensez que ces points ont été résolus, vous pouvez retirer ce bandeau et améliorer la mise en forme d'un autre article.
Pour les articles homonymes, voir Sainte Catherine (homonymie) et Sainte Catherine d'Alexandrie (homonymie).
Catherine d'Alexandrie (en grec ancien Αἰκατερῖνα / Ékatérina et en grec moderne Αἰκατερίνη / Ékatérini), plus connue sous le nom de sainte Catherine, est une vierge et martyre qui aurait vécu au début du IVe siècle.
Elle est aussi l'une des six saintes mégalomartyres de l'Église grecque orthodoxe et l'un des quatorze saints auxiliateurs reconnus en Occident à partir du XIVe siècle.
La légende d'Ékatérina eut un grand succès. Les premières formes de sa légende sont rédigées en langue grecque : le personnage semble avoir été forgé par un auteur grec du VIIIe siècle.
Le culte de la sainte, dans l'état actuel de nos connaissances, est attesté en Occident (vers 800) à Byzance ou au mont Sinaï (Xe siècle). Il se répand surtout à partir du XIIe siècle et s'épanouit en Europe dans la période XIIIe – XVe siècle.
Sainte Catherine est devenue la patronne des écoles de filles et des élèves de philosophie. Elle est représentée souvent appuyée sur une roue à demi-rompue et teintée de sang.
Elle serait apparue à Jeanne d'Arc en compagnie de sainte Marguerite et de l'archange Saint Michel.
Les Églises orthodoxe et catholique la célèbrent le 25 novembre. En France, depuis la fin du XIXe siècle, cette fête donne lieu à divers rites sécularisés, dont celui qu'accomplissent les jeunes filles à marier de plus de vingt-cinq ans, appelées les catherinettes.

## Le problème historique

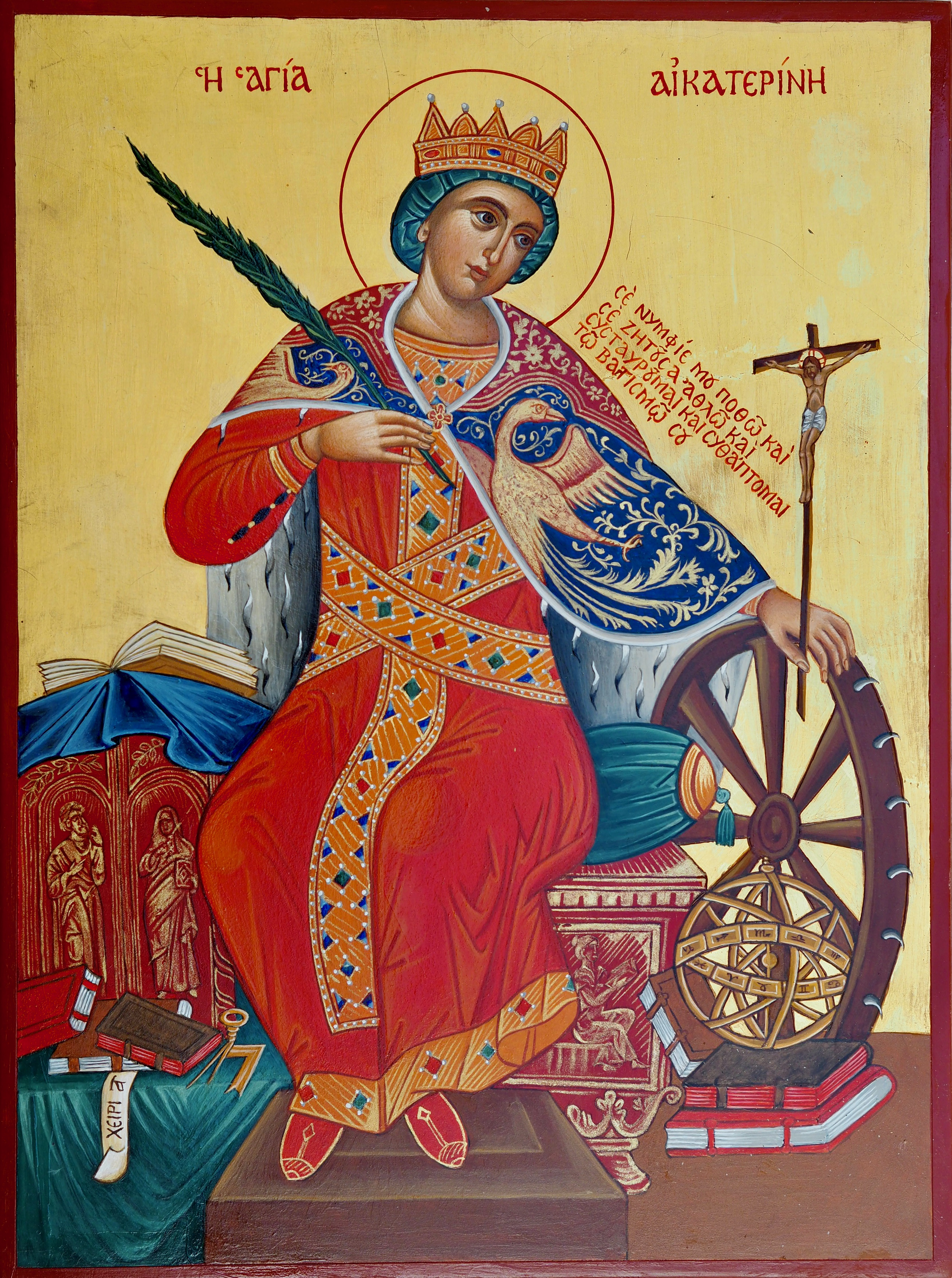
Icône de Catherine d'Alexandrie de facture moderne, s'inspirant d'un modèle de Victor le Crétois (école crétoise du XVII).

La réalité historique de Catherine d'Alexandrie est douteuse en l'absence de coordonnées hagiographiques sûres, et de toute mention du personnage dans la documentation historique. Sa légende est tardive et son caractère fabuleux relève en partie du genre de la Passion épique selon la nomenclature de Delehaye. Son culte a néanmoins connu un succès considérable au Moyen Âge avec de notables rémanences contemporaines.
La sainte est absente de toutes les sources documentaires qui sont la base du travail de l'historien ; absente de tous les martyrologes et calendriers antiques ; introuvable chez les historiens ecclésiastiques et les chroniqueurs de l'Antiquité tardive ; sans iconographie ni trace de culte avant l'an 800.
Catherine d'Alexandrie surgit du néant au VIIIe siècle à la faveur d'une légende grecque (BHG 30a, 30, 31) dépourvue de contexte factuel, et rédigée plus de quatre siècles et demi après l'époque où l'héroïne est censée avoir vécu.
Le jugement des spécialistes modernes a pris acte de l'impossibilité d'établir ou même de supposer une quelconque historicité du personnage. C'est l'avis des hagiologues (Delehaye en tête), des historiens et des historiens des religions. Le consensus s'est même étendu, en 1969, à l'Église catholique : elle a supprimé Catherine (et quelques autres) du calendrier romain général.
Cela n'empêche pas d'enquêter sur les éléments de sa légende, sa thématique, sa signification, son probable symbolisme, les développements du culte et des traditions populaires, et d'étudier le volet iconographique.
Le premier chercheur, Albert Dufourcq, en 1906-1907, émit l'idée que la figure de Catherine ait été inspirée par le personnage historique de la philosophe néo-platonicienne Hypatie (355-415). Des historiens récents ont suivi cette hypothèse, à l'instar de Christine Walsh, Michael Deakin et Maria Dzielska. Après examen du conte qui narre la vie et la mort d'Ékatérina, ils ont conclu comme Dufourcq.
Sans que cela soit incompatible avec une référence à Hypatie, la Passion de Catherine pourrait également relater les déboires d'une riche et vertueuse aristocrate chrétienne d'Alexandrie qui résista aux avances de Maximin Daza. Pour la punir, il l'exila et confisqua sa fortune. Cette femme courageuse, mais non martyre, est anonyme chez Eusèbe de Césarée et est appelée Dorothée par Rufin d'Aquilée.
Le cadrage « historique » de la légende grecque est factice et problématique. D'emblée, l'incipit des recensions A (BHG 30) et B (BHG 30a) : Ἔτους τριακοστοῦ πέμπτου βασιλεύοντος τοῦ... Μαξεντίου" (Viteau, p. 5 et 25), présente une date impossible ou énigmatique. Ces mots peuvent signifier « En la trente-cinquième année du règne de Maxence », (or, il ne régna que six ans (306-312)), ou bien « En la trente-cinquième année (?), sous le règne de Maxence », datation bizarre ou incomplète. En outre, Maxence ne régna jamais sur Alexandrie ou sur l'Égypte.
La suite du texte évoque les préparatifs des grands sacrifices que l'empereur organise et de ceux qu'il exige de tous les Alexandrins sous peine de mort (le faussaire n'hésite pas à joindre le texte de la prétendue lettre impériale, procédé courant dans ce type de composition). Ce scénario ne correspond à aucune réalité historique (Eusèbe, qui dénigre Maxence, ne rapporte rien de tel) ; il se limite à une enfilade de lieux communs hagiographiques, où l'exagération tient lieu de verve.
Pour la partie biographique concernant la sainte, le récit oscille entre l'énigme (par l'onomastique) et le conte (par l'atmosphère). Née, nous dit l'hagiographe, à Alexandrie, Ékatérina serait la fille unique d'un basileus (roi ou plutôt empereur) nommé Kônstos (Κῶνστος) dans B et Kostos (Κόστος) dans A, mort assez tôt ; de sa mère, il n'est pas question. Si Kônstos est la déformation de Kônstantios et renvoie à Constance Chlore (Auguste de 305 à 306, avant l'avènement de Maxence), cela ferait de Catherine la sœur ou plutôt la demi-sœur de l'empereur Constantin. Le conte nous montre ensuite la jeune princesse orpheline vivant dans son palais, entourée de très nombreux serviteurs. Sa piété dicte sa conduite : elle n'aspire qu'à défendre la foi chrétienne et combattre les erreurs du paganisme, fût-ce au prix de sa vie terrestre. D'où ses provocations et son arrestation à l'occasion de la campagne polythéiste menée par un Maxence « impie et criminel ».
« Cette vierge, poursuit l'hagiographe grec, devint très vite extrêmement savante, et pas seulement compte tenu de son sexe et de son âge : elle maîtrisait toutes les connaissances (poésie, rhétorique, médecine, philosophie, et même la « nécromancie de la Sibylle ») et savait les 72 langues du monde ». Les hagiographes insistent sur le fait qu'elle connaît par cœur non seulement Homère, mais aussi Virgile : la Passion B (BHG 30a) est même intitulée « Martyre de sainte Catherine, la Virgile (sic) et la rhéteur » (Μαρτύριον τῆς ἁγίας Αἰκατερίνης τῆς Βιργιλίου [remplacé par l'épithète fantaisiste ἐκβιργιλίου dans A] καὶ ῥήτορος, Viteau p. 25). Son physique ne le cède en rien à son intellect. Aikatérina est d'une beauté extraordinaire, avec laquelle aucune femme ne peut rivaliser ; elle est très grande, la taille bien prise, élancée comme un cyprès verdoyant, etc.. À 18 ans, par sa science infinie, elle stupéfie et finalement convertit cinquante « rhéteurs » que l'empereur a fait venir de partout pour qu'ils la convainquent d'erreur et lui fassent renier sa foi...

## Genèse et développement de la légende

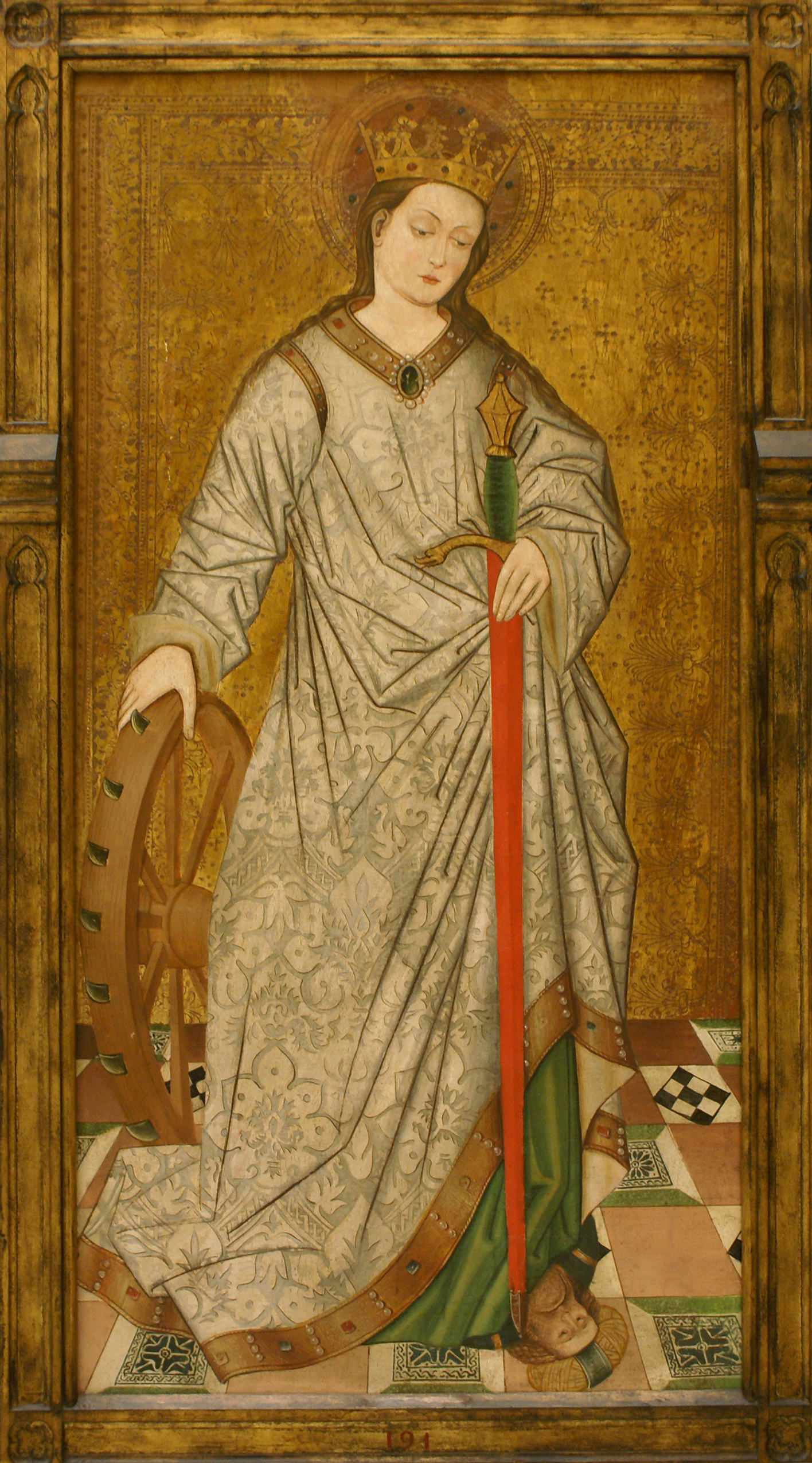
Sainte Catherine avec l'empereur à ses pieds par le Maestro de Altura (vers 1475), Musée des Beaux-Arts de Valence.

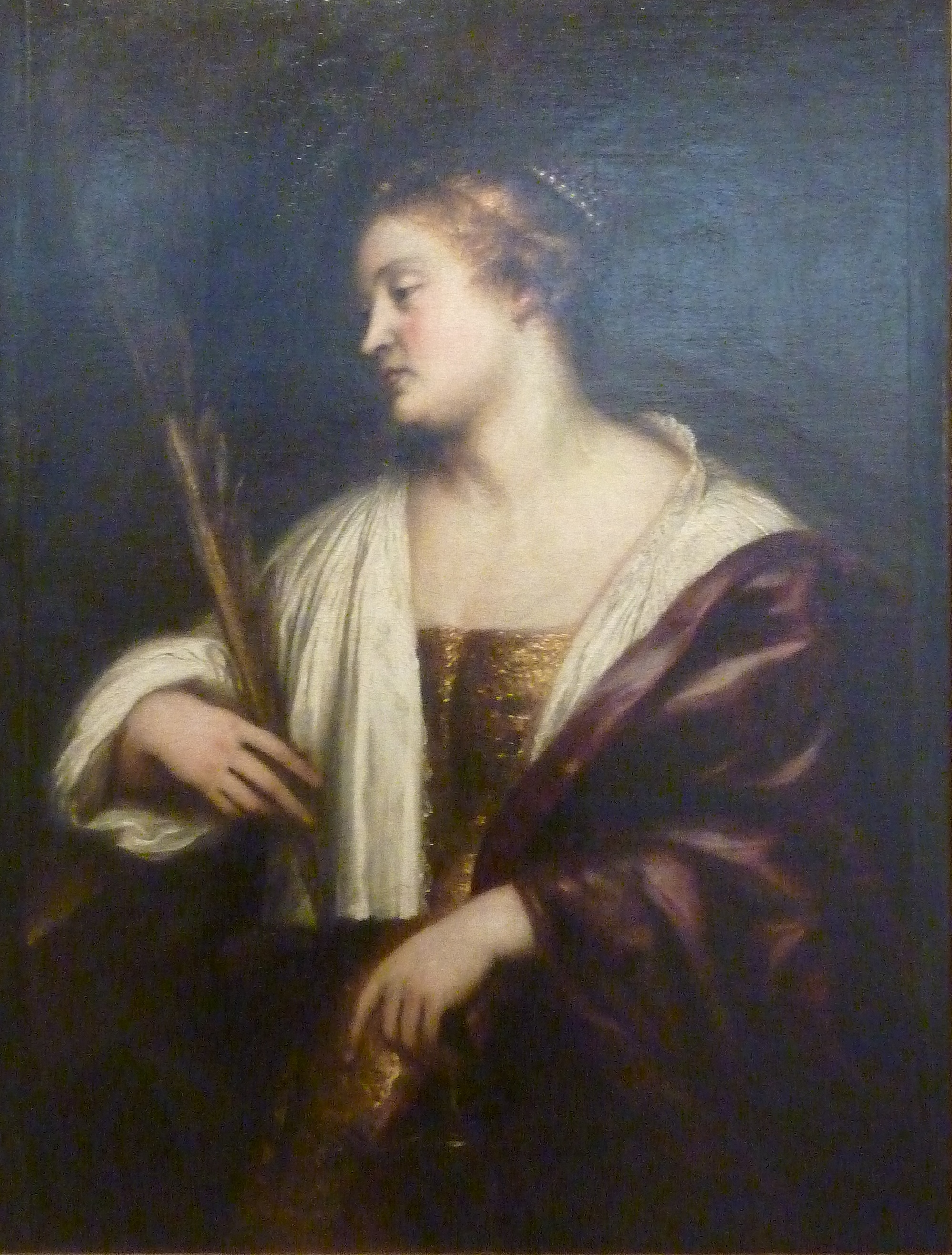
École italienne XVIe siècle Venise : Sainte Catherine d'Alexandrie (Musée des Beaux-Arts de Quimper).

Le dossier hagiographique de Catherine (Αἰκατερῖνα) est grec à l'origine. Cette proto-légende se compose principalement de trois Vies-Passions du genre « épique » ; elles sont assez proches les unes des autres quant au contenu narratif (discours exclus).
Elles ont été publiées par le chanoine Viteau en 1897 : la recension A (BHG 30, Viteau p. 5-23), la recension B (BHG 30a, p. 25-39) et la recension C (BHG 31, p. 43-65). S'y ajoute une adaptation faite vers 980, la métaphrase D (BHG 32 ; texte dans PG 116, 276-301), œuvre de Syméon, et reposant sur C.
Viteau croyait que B dépendait de A, mais Peeters (1907)  a montré que le rapport était inverse : B est le récit le plus débridé, jusqu'au délire lexicologique dans les discours ; le lecteur peut se demander s'il ne s'agit pas d'un canular clérical. B est le texte-source. Il a été résumé par X (texte perdu), lequel a inspiré (indépendamment les uns des autres) le copiste de A, l'auteur de la version arabe (BHO 26) et l'auteur de la version latine M (BHL 1657) publiée par Mombritius vers 1475.
Viteau pensait pouvoir dater A de la première moitié du VIIe siècle, mais Grosdidier de Matons (1981) a proposé une datation mieux fondée : B serait de la fin du VIIIe siècle, A du début du IXe siècle. L'auteur de la triade publiée par Viteau se donne le nom d'Anastase (Ἀναστάσιος) dans B et d'Athanase (Ἀθανάσιος) dans A. Il se présente comme tachygraphe et serviteur de la sainte : affabulation banale dans l'hagiographie.
Les deux recensions B (BHG 30a) et A (BHG 30) s'accordent, souvent au mot près, dans la majeure partie du récit. C'est particulièrement visible dans le compte rendu de la sentence, de l'exécution par décapitation un 24 novembre, de l'enlèvement du corps par quatre anges et de la déposition de celui-ci dans le mont Sinaï : dès l'état naissant de la légende, la sépulture de la sainte est donc située sur le Sinaï.
Il a existé dès le début du IXe siècle une traduction latine (peut-être BHL 1657) d'une des Vies grecques de Catherine. Son titre seul (mais non le texte) se lit dans un passionnaire de Benediktbeuern conservé à Munich (ms. Clm 4554, daté de fin VIIIe siècle − début IXe siècle, fol. 1vb) : LXXXI. Passio ecatarine uirginis dei. La forme Ecatarina indique que ce texte est traduit d'un original grec. On a donc ici à la fois la plus ancienne attestation du culte de sainte Catherine, et la preuve qu'au moins une pièce de son dossier hagiographique grec est antérieure à 800.
La version latine (BHL 1667) peut être lue dans La Légende dorée de Jacques de Voragine. Ce n'est qu'un maillon tardif (années 1260-1290) de la chaîne, mais elle mérite d'être rappelée, compte tenu de sa célébrité. Elle n'est pas trop infidèle à l'original dans sa forme assagie (A et C). La traduction latine de la recension « athanasienne » (A) est l'anonyme BHL 1659, publiée par Varnhagen en 1891.
Voici le résumé du texte de Jacques de Voragine :
Catherine naquit vers la fin du IIIe siècle dans une famille « royale » d'Alexandrie, en Égypte. Elle acquiert rapidement des connaissances qui la placent au niveau des plus grands poètes et philosophes du moment : « Catherine, fille du roi Costus, fut instruite dans tous les arts libéraux ». Un jour, elle voit une séance d'apostasie de chrétiens organisée par l'empereur Maxence (nom que certains hagiographes du Moyen Âge latin ont voulu remplacer par Maximin) : elle s'adresse à lui et « dispute longuement avec lui, en utilisant diverses démonstrations des syllogismes, l'allégorie, la métonymie et en parlant de claire et mystique façon ». Après un deuxième entretien, où Catherine tente de convaincre l'empereur de l'existence du dieu unique des chrétiens, celui-ci, « constatant qu'il ne pourrait trouver de parade à la sagesse de Catherine », convoque une assemblée de cinquante doctes grammairiens et rhéteurs, et leur promet d'« immenses récompenses s'ils triomphaient par leurs raisonnements de la vierge argumentatrice ». Les orateurs, amenés de diverses provinces, demandent pourquoi ils avaient été appelés de lieux aussi éloignés.

« L'empereur leur dit : « Il y a auprès de nous une jeune fille incomparable de bon sens et de sagesse, qui réfute tous les savants et affirme que nos dieux sont des démons. Si vous arrivez à l'emporter sur elle, vous rentrerez chez vous avec de grands honneurs. » En entendant cela, l'un d'eux, indigné, répond d'une voix pleine de colère : « Belle décision pour un empereur ! Pour un différend avec une seule fille, il fait venir de pays lointains les savants de ce monde, alors qu'un seul de nos jeunes élèves pourrait très certainement la confondre ! »

La vierge, encouragée par un ange du Seigneur l'invitant à résister avec constance, s'adresse à l'empereur devant les orateurs : « Par quelle décision peux-tu placer une seule jeune fille devant cinquante orateurs à qui, en outre, tu as promis salaire en cas de victoire, alors que tu m'obliges à combattre sans espoir de récompense ? » Puis elle réussit à faire taire les orateurs par la pertinence de son argumentation et à les convertir. L'empereur les fait aussitôt brûler vifs au milieu de la cité, puis, charmé par sa jeunesse et son « incroyable beauté », s'adresse ensuite à Catherine et lui propose une place dans son palais, au second rang après la reine. Elle répond : « Cesse de tenir de tels propos ! […] Je me suis donnée comme épouse au Christ [...] Rien ne pourra m'éloigner de l’amour que j'ai pour Lui,. » L'empereur la fait alors dévêtir, frapper à coups de « scorpions » (fouets armés de pointes de fer) et jeter dans une prison obscure sans nourriture pendant douze jours.
L'empereur doit s'absenter. La reine et Porphyre, général des armées, qui est aussi son amant, se rendent dans la prison, où ils voient des anges pansant les plaies de la vierge dans une lumière éclatante. Ils sont convertis avec les soldats de leur suite. Pendant les douze jours, le Christ envoie une colombe blanche qui nourrit la prisonnière « d'un aliment céleste ». À son retour, l'empereur constate qu'elle est toute florissante, lui propose une nouvelle fois d'être sa compagne, ce qu'elle refuse à nouveau en répondant : « Le Christ est mon Dieu, mon amour, mon berger et mon époux unique. »
Un préfet conseille alors un supplice féroce pour la vierge, afin que l'exemple de cette mort effraye les autres chrétiens : quatre roues entourées de scies de fer et de clous doivent lui déchirer et broyer le corps. Alors la vierge pria le Seigneur de détruire cette machine. « Et voilà qu'un ange du Seigneur frappa et brisa cette meule avec tant de force qu'il tua quatre mille païens. »

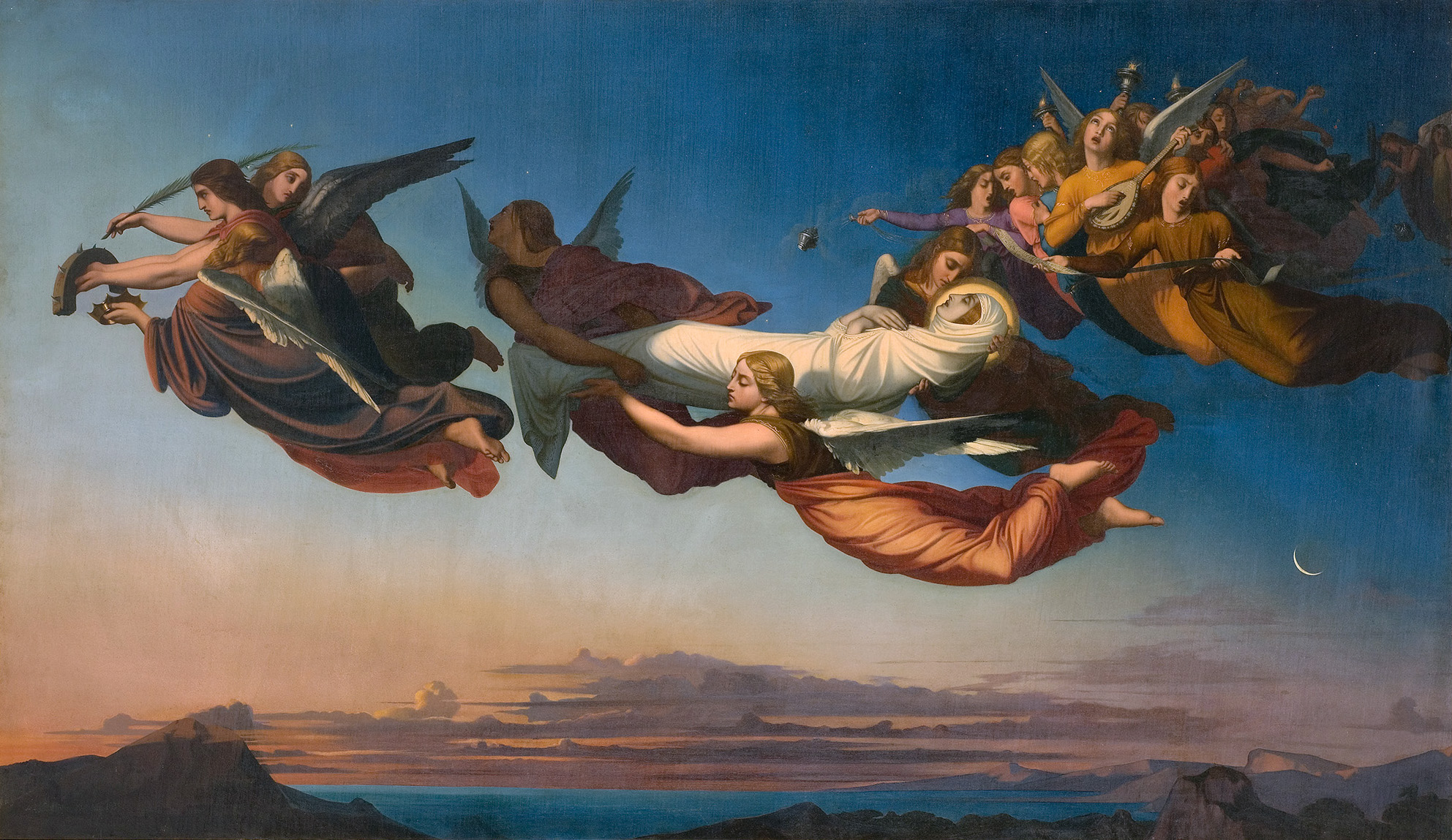
Sainte Catherine d'Alexandrie portée au tombeau, par Henri Lehmann (1839). Huile sur toile, musée Fabre, Montpellier.

La reine, son amant, Porphyre, et un nombre important de soldats, ayant avoué leur conversion, sont exécutés. L'empereur propose une dernière fois à Catherine de devenir son épouse, cette fois-ci impératrice. Elle refuse et l'empereur la condamne à être décapitée. Conduite au lieu d'exécution, elle prie Dieu et une voix se fait entendre « Viens, ma bien-aimée, ma belle ! Voilà : la porte du ciel t'est ouverte ». Quand elle est décapitée, du lait jaillit de son cou en guise de sang.
Alors des anges prennent son corps, l'emportent jusqu'au mont Sinaï, à plus de vingt journées de voyage, et l'ensevelissent avec beaucoup d'honneurs. « De ses ossements s'écoule sans cesse de l'huile qui guérit les corps de tous les malades ».

## Culte

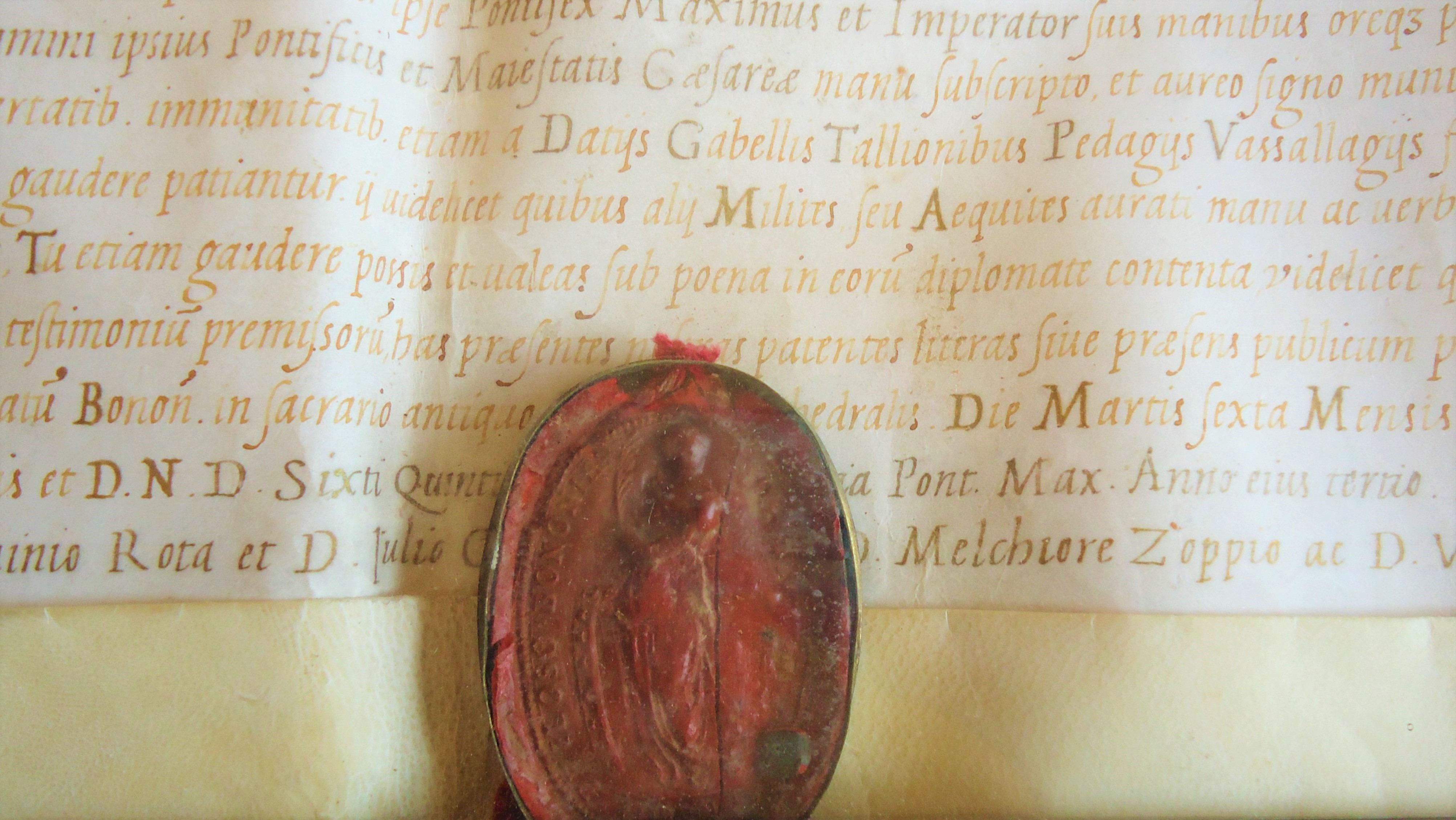
Sceau de cire avec Sainte Catherine d’Alexandrie. Diplôme de médecine et de philosophie de Lelio Vincenti, université de Bologne, 1587

### Reliques
Quelques siècles plus tard, des moines d'un monastère chrétien construit au pied du mont Sinaï découvrent miraculeusement, au sommet d'une montagne voisine, le corps intact d'une belle jeune femme. Il est reconnu comme celui de sainte Catherine d'Alexandrie, déposé là par des anges[réf. nécessaire]. Le monastère était placé d'abord sous le patronage de Notre-Dame, puis de la Transfiguration ; il sera sous le patronage de sainte Catherine après l'an Mil[réf. nécessaire]. Les moines du monastère Sainte-Catherine du Sinaï deviennent les gardiens du tombeau de la sainte. Les membres de l'ordre de Sainte-Catherine du Mont Sinaï auront pour tâche de défendre le tombeau et le monastère contre les ennemis du christianisme.
Voilà pour la tradition pieuse. Nos connaissances historiques sur les reliques et leur culte sont ténues.
À Byzance, le culte catherinien semble avoir commencé vers le milieu du Xe siècle. Pour ce qui concerne Rome, la représentation de Catherine sur une fresque datée du IXe siècle, découverte en 1948 dans une chapelle de la basilique Saint-Laurent-hors-les-Murs, prouve que la sainte était connue et vénérée dans cette ville dès cette époque. Le culte sur le mont Sinaï a donné lieu à de grossières erreurs de datation.
L'ensevelissement miraculeux de la sainte dans le Sinaï est mentionné dès l'état premier de la légende (Passions BHG 30a et 30). D'autre part, l'initiative de la construction d'un monastère sur le Sinaï revient à Justinien. Cependant, il serait anachronique de faire remonter à cette époque le culte sinaïtique de Catherine : la première légende grecque ne fut pas rédigée avant le VIIIe siècle.
L'histoire du monastère du Sinaï n'est connue qu'à partir du IXe siècle, et le culte catherinien en ce lieu ne doit guère être antérieur aux alentours de l'an Mil. Catherine est encore inconnue au Sinaï vers 800 : elle est absente du Calendrier latin du Sinaï.
Nos plus anciennes informations sur la présence de « reliques » de la sainte au sommet du Mont Sainte-Catherine, voisin du Sinaï, remontent à la fin du Xe siècle. Les manuscrits du Sinaï ne mentionnent pas Catherine avant la seconde moitié du Xe siècle. Quant au changement de vocable du monastère sinaïtique au profit de la sainte, il n'eut pas lieu avant le XIe siècle[réf. nécessaire]. Au XIIIe siècle, Catherine d'Alexandrie a droit à une ample notice dans un synaxaire arménien fondé sur des sources du XIe siècle. Au XIIe siècle, elle est vénérée par toutes les Églises ; elle apparaît notamment au calendrier de la basilique Saint-Pierre de Rome. Un siècle plus tard, elle est dans tous les calendriers romains.
À l'occasion des Croisades, sa légende se répand dans tout l'Occident. Une grande dévotion inspire de nombreux artistes[réf. souhaitée]. Ceux-ci représentent la sainte avec une auréole tricolore : le blanc pour la virginité, le vert pour la connaissance et le rouge pour le martyre. La roue de son supplice figure très souvent auprès d'elle.
Une partie des reliques de la sainte auraient été apportées à l'abbaye bénédictine rouennaise, appelée autrefois Sainte-Trinité du Mont, et maintenant abbaye Sainte-Catherine du Mont par saint Syméon, moine du Sinaï, qui meurt à Trèves en 1035 et qui passe à Rouen en 1028. Dans la Légende dorée, c'est un moine de Rouen qui, après un séjour de sept ans au mont Sinaï au service de sainte Catherine, lui demande de posséder quelque fragment de son corps. « Aussitôt une phalange se détache d'un de ses doigts » qu'il emporte tout heureux vers son monastère.

### Réalité historique et dévotion

Pietro Aretino, Vita di santa Caterina vergine e martire, 1636.

On n'a pas cessé de chercher les traces de la Catherine « historique ». En vain.
Malgré d'indéniables points communs (science immense ; éloquence ; chasteté ; prestance ; beauté), on ne peut l'identifier catégoriquement avec la païenne Hypatie, qui, au Ve siècle, rivalisait avec les philosophes de son temps et fut lynchée à Alexandrie par une bande de moines.
C'est pourtant la voie suivie par les historiens que nous avons cités, mais encore par Jean Marcel dans son roman érudit Hypatie ou la fin des dieux (Leméac, 1989) ; pour lui, Catherine d'Alexandrie est une intellectuelle chrétienne créée pour contrebalancer, voire éclipser, le prestige de la philosophe et mathématicienne, « martyre païenne », Hypatie.
En 1969, l'Église catholique a officiellement radié Catherine de son calendrier romain général dans le cadre du concile Vatican II. Le nouveau Calendrier liturgique romain présenté à la suite du motu proprio Mysterii paschalis publié le 14 février 1969 par le pape Paul VI est formel : « sainte Catherine (25 novembre) » figure dans la rubrique « Saints qui présentent de graves difficultés historiques » (Sancti qui graves historicas difficultates praebent) et, par conséquent, a été radiée de la liste des saints dont le culte est autorisé dans l'Église catholique.
Pierre Jounel explique : « Certains saints peuvent être populaires, en raison des légendes qui se sont créées autour de leurs noms, sans qu'on puisse même garantir qu'ils aient existé, tels saint Christophe, sainte Barbara, sainte Catherine d'Alexandrie, sainte Philomène. Ils ont été supprimés du calendrier général : le peuple chrétien ne peut être invité à une prière officielle que dans la vérité ».
En 2002, cette radiation est annulée par le pape Jean-Paul II. Il fait rétablir le nom de la sainte dans le calendrier romain général à la suite de son pèlerinage au monastère Sainte-Catherine du Sinai. Pour la même raison que Cécile : la patronne des musiciens avait été maintenue dans le calendrier « à cause de la dévotion populaire » (popularis devotionis causa).
La mémoire liturgique de sainte Catherine est toujours célébrée dans l'Église catholique (en 2014) et dans l'orthodoxie, qui la fête depuis au moins le IXe siècle.
Elle est un objet de dévotion auprès des Latins, et parmi les Orientaux. Ils ont créé le personnage, puis l'ont vénéré les premiers. Le culte a essaimé en Europe, débordé le continent, et s'est répandu dans le monde entier. Le prénom Catherine, adopté sous diverses formes dans un grand nombre de langues, en témoigne.
Beaucoup d'églises abritent sa statue ou un portrait la représentant, le plus souvent à côté d'une roue, son principal attribut. L'église de Domrémy-la-Pucelle contenait une de ses statues (sainte Catherine est une des « voix » que Jeanne d'Arc disait entendre).
Sainte Catherine est invoquée contre la migraine par les femmes allaitantes, et pour préserver des naufrages.

## Patronage

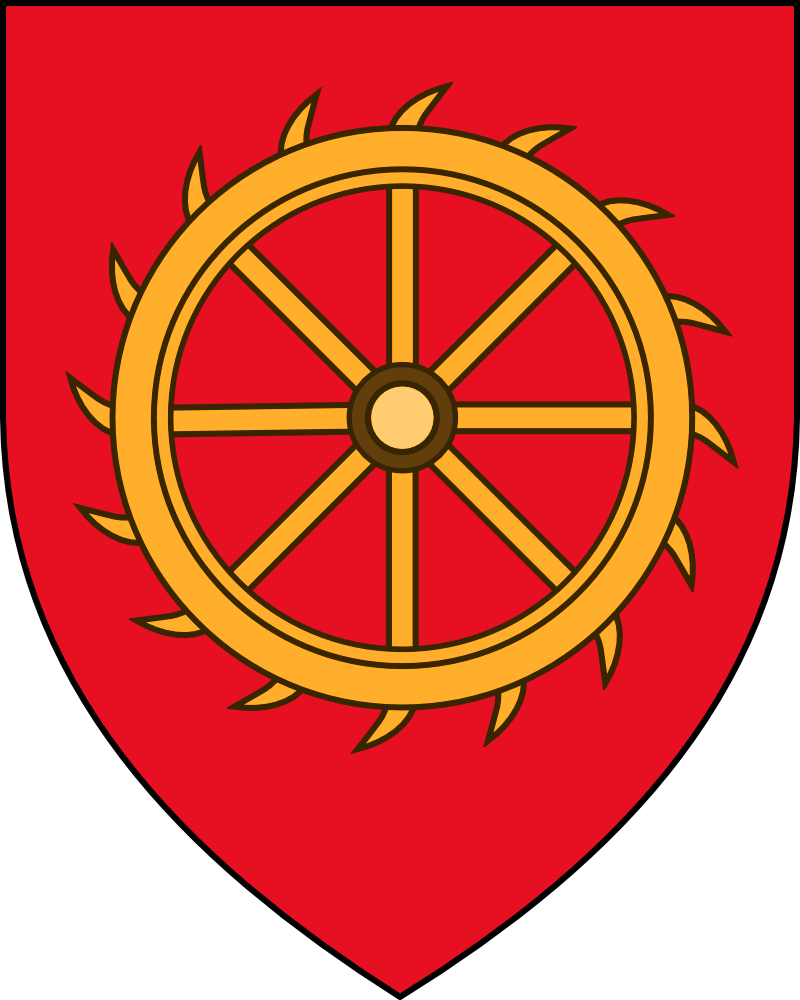
Écusson du Collège Sainte-Catharine de l'université de Cambridge.

De nombreuses corporations se sont placées sous son patronage : celles qui utilisaient des mécaniques comportant des roues et celles de l'intellect. Sainte Catherine est la patronne des barbiers, charretiers, charrons, cordiers, couturières, drapiers, écoliers et étudiants, fileuses de laine, gardes d'enfants, généalogistes, modistes, meuniers, notaires, nourrices, orateurs, philosophes, plombiers, potiers, prêcheurs, rémouleurs, tailleurs, théologiens, tourneurs et des filles à marier.
En France, le Collège de Sorbon, dont la Sorbonne est l'héritière, avait, entre autres, sainte Catherine d'Alexandrie comme patronne. Son écusson portait une roue.
L'Ordre de la Très Sainte Trinité, fondé en 1193 pour le rachat des captifs chrétiens pris par les barbaresques, vénère sainte Catherine d'Alexandrie comme patronne.
En Angleterre, des collèges des universités d'Oxford et de Cambridge portent son nom ainsi que le symbole de la roue dans leur écusson.
En Suisse, elle est, avec saint Théodule, la patronne du canton du Valais.

## Traditions

### Catherinettes

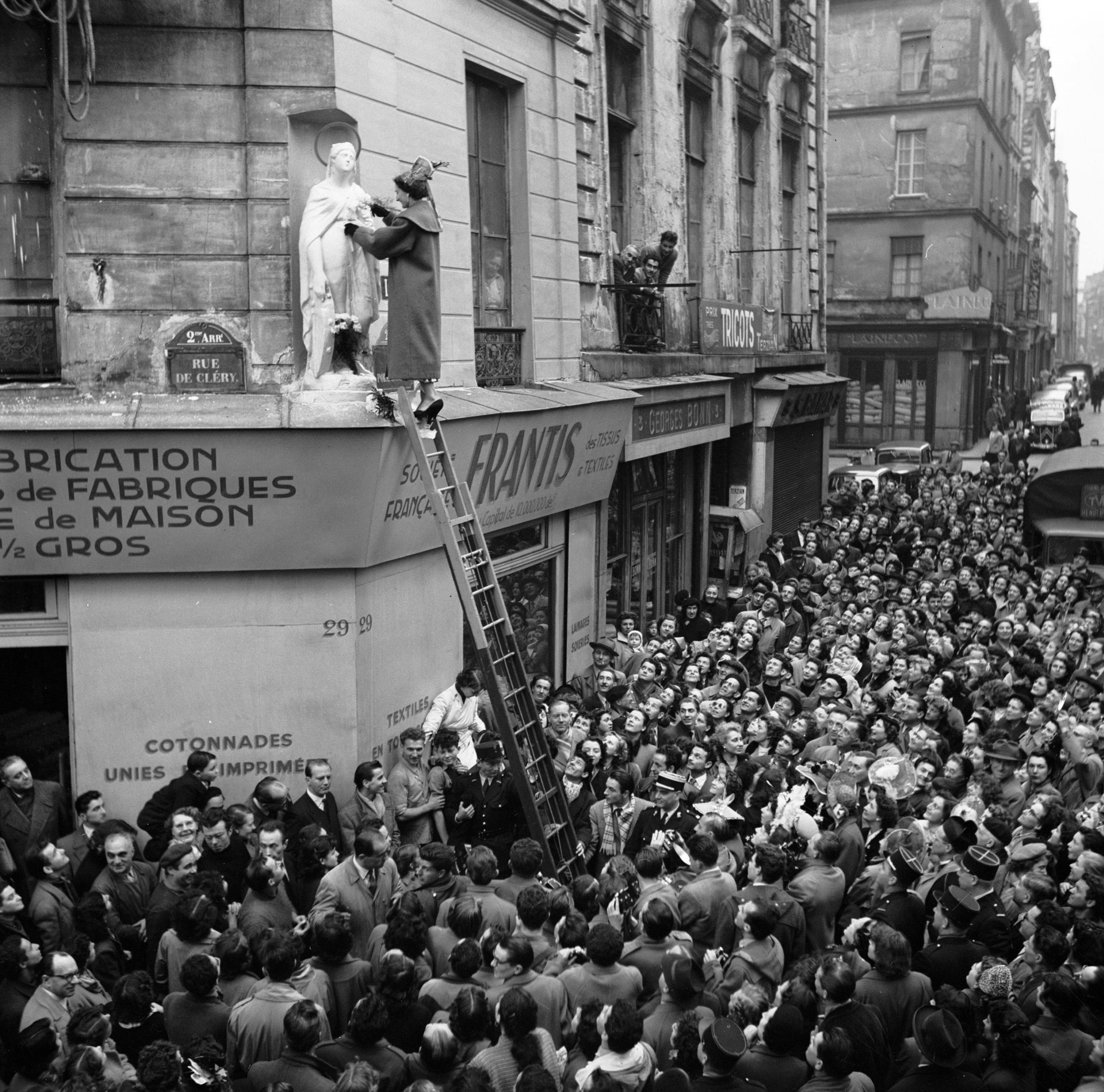
Décoration de la statue de la rue de Cléry (Paris) par une Catherinette (vers 1950-1955).

L'origine, et même la forme exacte, de la locution « coiffer sainte Catherine », restent obscures.
Il semble que la première forme de l'expression (attestée dès 1831), ait été : « Elle est restée pour coiffer sainte Catherine » . Selon Pierre-Marie Quitard (1831), cette locution concernerait une demoiselle supposée attendre, pour se marier, d'avoir fait la toilette de noces de cette sainte. Ce qui la condamne à un célibat perpétuel, puisque Catherine, ayant voué sa virginité à Jésus, ne se maria pas. Pierre Larousse (tome III, 1867) juge cette exégèse « un peu trop compliquée », ou, même, selon un bon mot de la même époque, « un peu bien tirée par les cheveux ».
Dès 1867, on disait d'une fille restée demoiselle : « Elle a coiffé sainte Catherine ». L'année suivante, un rite ou un usage populaire explique cette expression : faire renouveler chaque année, par une jeune fille, la coiffure d'une statue de la sainte au moyen de couronnes. Les traces d'un tel rite font défaut pour ce qui regarde Catherine. Vers la fin du XIXe siècle, un rite semble se dessiner çà et là, sous une forme festive.
Cette hypothèse est, du reste, acceptée par les Bénédictins de Paris. La coutume sécularisée, attestée vers 1900, et développée jusqu'aux années 1960 (persistant à l'heure actuelle dans certaines entreprises), a pu être engendrée par la locution mal comprise. Ce pourrait être la réponse pratique d'une étiologie spontanée, soumise au contexte sociologique. D'une manière similaire, une prétendue prière adressée à la vierge martyre par une célibataire lasse de son sort interroge : « Sainte Catherine, aide-moi ! Ne me laisse pas mourir célibataire ! Un mari, sainte Catherine, un bon, sainte Catherine ; mais plutôt un que pas du tout »[réf. nécessaire]. La solliciteuse aurait été alors appelée « Reine Sainte-Catherine »[réf. nécessaire]. Les hommes, dans quelques régions, pouvaient aussi invoquer sainte Catherine, mais c'est beaucoup plus rare ; ils étaient alors appelés « Rois de la Sainte-Catherine » ou « Rois Sainte-Catherine »[réf. nécessaire].
Actuellement, dans certaines régions, le 25 novembre, des jeunes femmes de 25 ans encore célibataires portent des chapeaux ornés et multicolores (où dominent le vert et le jaune), visiblement fabriqués pour la circonstance. Ce sont des catherinettes qui fêtent la Sainte-Catherine. À partir des années 1920 notamment, le monde de la mode fait de Catherine sa sainte patronne. À Paris, lors de sa fête le 25 novembre, les Catherinettes des maisons de couture coiffent la statue de la rue de Cléry de leurs chapeaux.

### Foires de la Sainte-Catherine

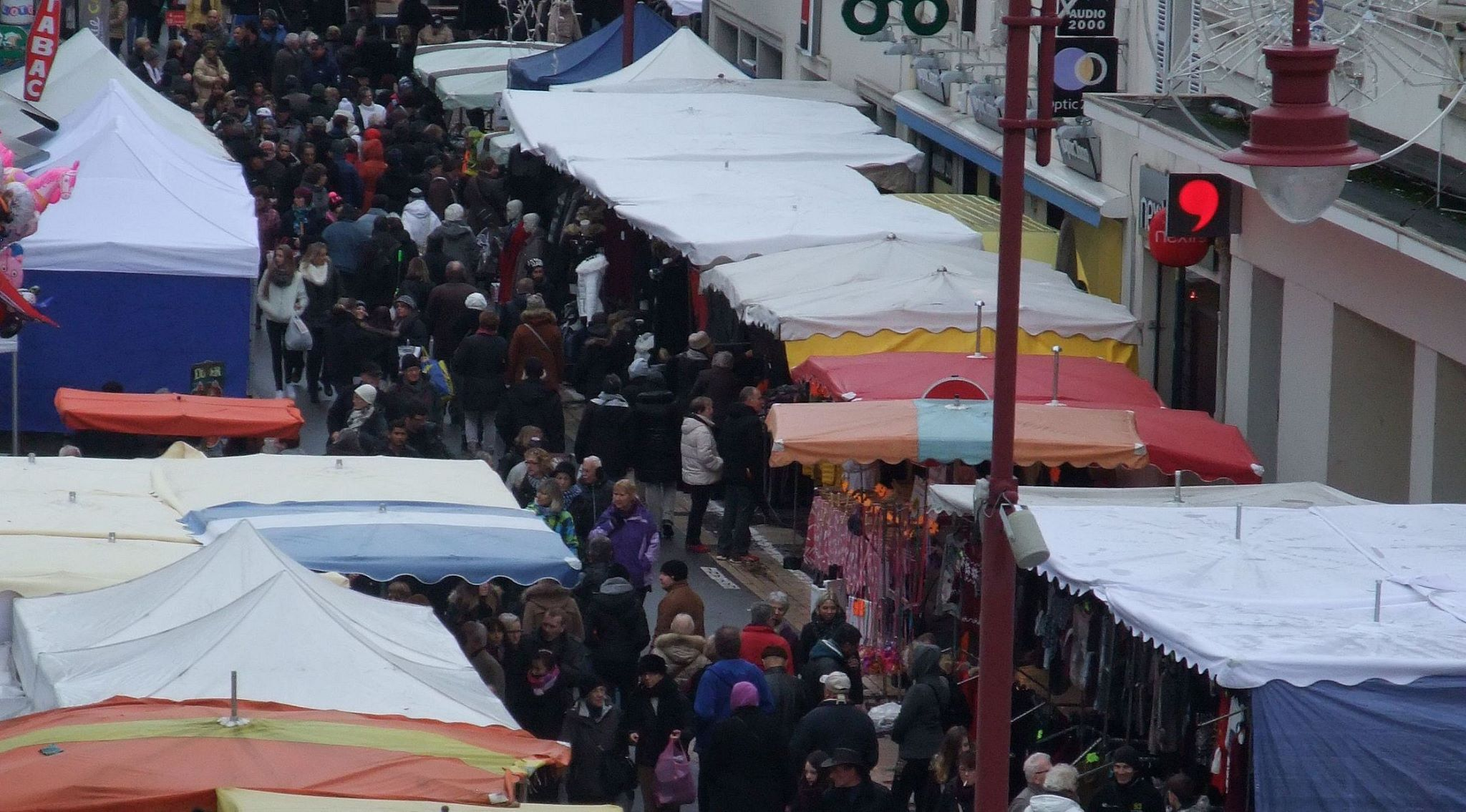
La foire de la Sainte-Catherine dans le centre-ville de Vesoul.

Diverses foires en référence à sainte Catherine sont organisées chaque année dans de nombreuses villes : à Vesoul (Haute-Saône), il s'agit d'une grande foire agricole et artisanale dans les rues et voies du centre-ville. La première fut organisée en 1295. La plupart des pâtissiers vendent du pain d'épices de la Sainte-Catherine avec du chocolat au-dessus ; l'on peut y inscrire son nom. Le fameux cochon a un sifflet à la place de la queue. C'est l'une des plus anciennes foires agricoles françaises, qui amène chaque année plus d'une cinquantaine de milliers de visiteurs de toute la France.
Une foire de la sainte Catherine est organisée à Hirson (Aisne), depuis 1766 ; également à Cambrai (Nord), tous les ans depuis des temps très anciens ; à Salernes (Var) tous les 25 novembre depuis 1296 ; à Saint-Galmier (Loire), elle représente la plus grosse festivité de l'année ; à Altkirch (Haut-Rhin), cette foire agricole célébrée le « jeudi de la Sainte-Catherine » (jeudi précédent le 25 novembre) pourrait dater du XVIe siècle.
Au Canada, le jour de sa fête, on fait cuire une sucrerie à base de mélasse, la tire de la Sainte-Catherine.
À Sierre (Valais), les habitants célèbrent la patronne de la ville au travers d'une grande foire (C'était anciennement une foire agricole) et ils célèbrent toujours les catherinettes,.

### Pruniers
Le prunier Sainte Catherine est une espèce de pruniers domestiques à fruits tardifs. Les fruits sont proches, dans le goût, des mirabelles, mais plus charnues.

### Dictons
- « À la Sainte-Catherine, tout bois prend racine[58] ».
- « À la Sainte-Catherine, l'hiver s'achemine ; s'il fait froid, hiver tout droit ».

### Tire Sainte-Catherine
La tire Sainte-Catherine ou tire de la Sainte-Catherine est un bonbon préparé traditionnellement le 25 novembre au Québec. Cette tradition aurait été inventée à Montréal par Marguerite Bourgeoys qui voulait attirer les enfants autochtones et Français à l’école. « Il s'agit d'une friandise à base de mélasse, de cassonade, de beurre et de sirop de maïs. Ce bonbon a la consistance du caramel et pour l'obtenir, on doit étirer la préparation refroidie puis la découper en petits morceaux qu'on enveloppe ensuite en papillotes. ».

## Attributs de sainte Catherine

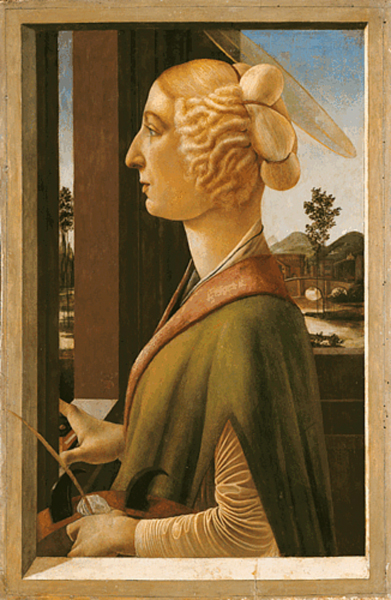
Portrait de femme aux attributs de sainte Catherine, par Botticelli

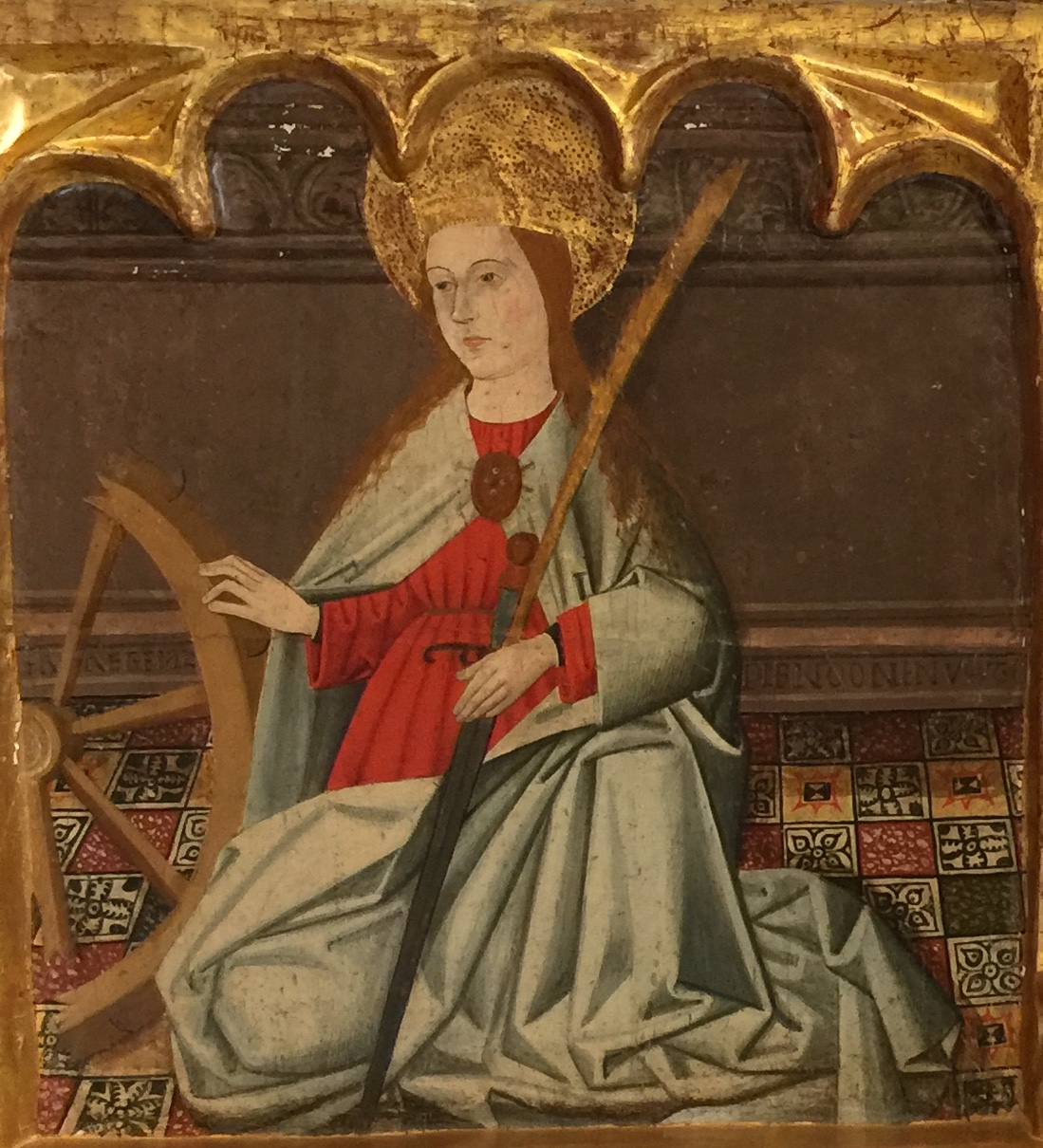
Prédelle du Maître de Xàtiva (1490)

Ses attributs sont des habits royaux, et, souvent ,une couronne marquant son lignage royal, la roue dentée de son supplice, parfois brisée, l'anneau de ses noces mystiques, la palme des martyres, un livre qui symbolise sa sagesse et son érudition, l'épée avec laquelle elle a été décapitée, et, à ses pieds, la tête de l'empereur ou celle de philosophes païens défaits dans ses disputes.

## Dans les arts

### Peinture
Dans les tableaux ou fresques, on voit le plus souvent sainte Catherine debout, reconnaissable à ses attributs. Une autre représentation est le Mariage mystique de Sainte Catherine. Il s'agit du mariage mystique avec le Christ, puisqu'elle a déclaré qu'elle lui était destinée. Ce mariage est symbolisé par l'anneau que Jésus lui présente. Le vocable mystique se réfère au côté symbolique de la scène, où le Christ est souvent enfant, sur les genoux de sa mère, entouré d'anges, d'autres saints, ou de donateurs : il y a une impossibilité temporelle que recouvre le terme mystique. D'autres tableaux, plus rares, représentent Catherine en discussion avec les prêtres et autres savants : elle leur tient tête dans des disputes philosophiques et religieuses, comme Pinturicchio. Masolino da Panicale a peint en fresques un cycle complet de la vie et du martyre de sainte Catherine entre 1428 et 1430 dans la chapelle Sainte-Catherine de la basilique Saint-Clément-du-Latran.
Dans l'iconographie valencienne du XVe siècle, elle fait souvent partie du groupe des quatre vierges majeures avec Barbara, Dorothée et Marguerite.

#### Peintres de la personne

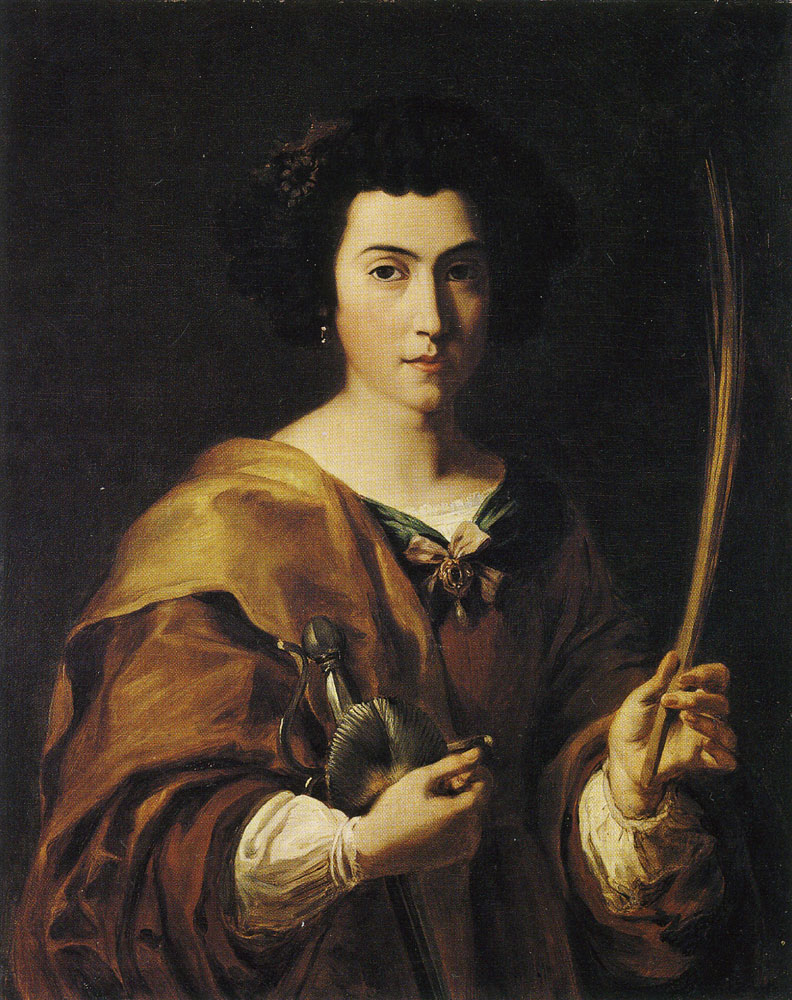
Sainte Catherine
Eugène Delacroix, 1824
d'après Zurbaran
Musée des Beaux-Arts de Béziers

De très nombreux peintres ont illustré une ou plusieurs fois le personnage. On possède de Lorenzo Lotto au moins neuf tableaux sur ce thème. Parmi les peintres, se trouvent Bernardo Zenale, Michael Pacher, Carlo Crivelli, Ercole Ferrarese, Maître de la vue de Sainte-Gudule, Giovanni Antonio Merli, Stefan Lochner, Lorenzo Lippi, et, aussi Jaume Mateu (vers 1440) qui a peint François d'Assise et Catherine d'Alexandrie, (musée des Beaux-Arts de Valence) ; Maestro de Altura, Santa Catalina (vers 1475), musée des Beaux-Arts de Valence ; Maestro de Xàtiva, Santa Catalina (1490), collégiale Sainte-Marie de Xàtiva ; Maître de la Légende de sainte Lucie (vers 1500). Palerme, Palais royal ; Niccolò di Segna, Sainte Catherine d'Alexandrie, pinacothèque nationale de Sienne ; Claude Guinet, Sainte Catherine (1507), musée des Beaux-Arts de Lyon ; Raphaël, Sainte Catherine d'Alexandrie (1507) ; Le Corrège Sainte Catherine d'Alexandrie (1508-1510), National Gallery ; Le Caravage Sainte Catherine d'Alexandrie (1598), musée Thyssen-Bornemisza, Madrid ; Le Greco, Sainte Catherine (1600-1614), musée des Beaux-Arts de Boston ; Artemisia Gentileschi, Sainte Catherine d'Alexandrie (vers 1620), musée d'art d'El Paso (Texas) ; Francisco de Zurbarán, Sainte Catherine d'Alexandrie (1650-1660), huile sur toile, 125 × 100 cm, musée des Beaux-Arts de Bilbao ; Eugène Delacroix, Sainte Catherine d'après Zurbaran (1824), huile sur toile, 81 × 65 cm, musée des Beaux-Arts de Béziers.

#### Peintres de la décapitation
Lorenzo Monaco et Fernando Gallego ont peint un triptyque avec la torture des roues et la décapitation, et un autre d'une décapitation.

#### Peintres du mariage mystique

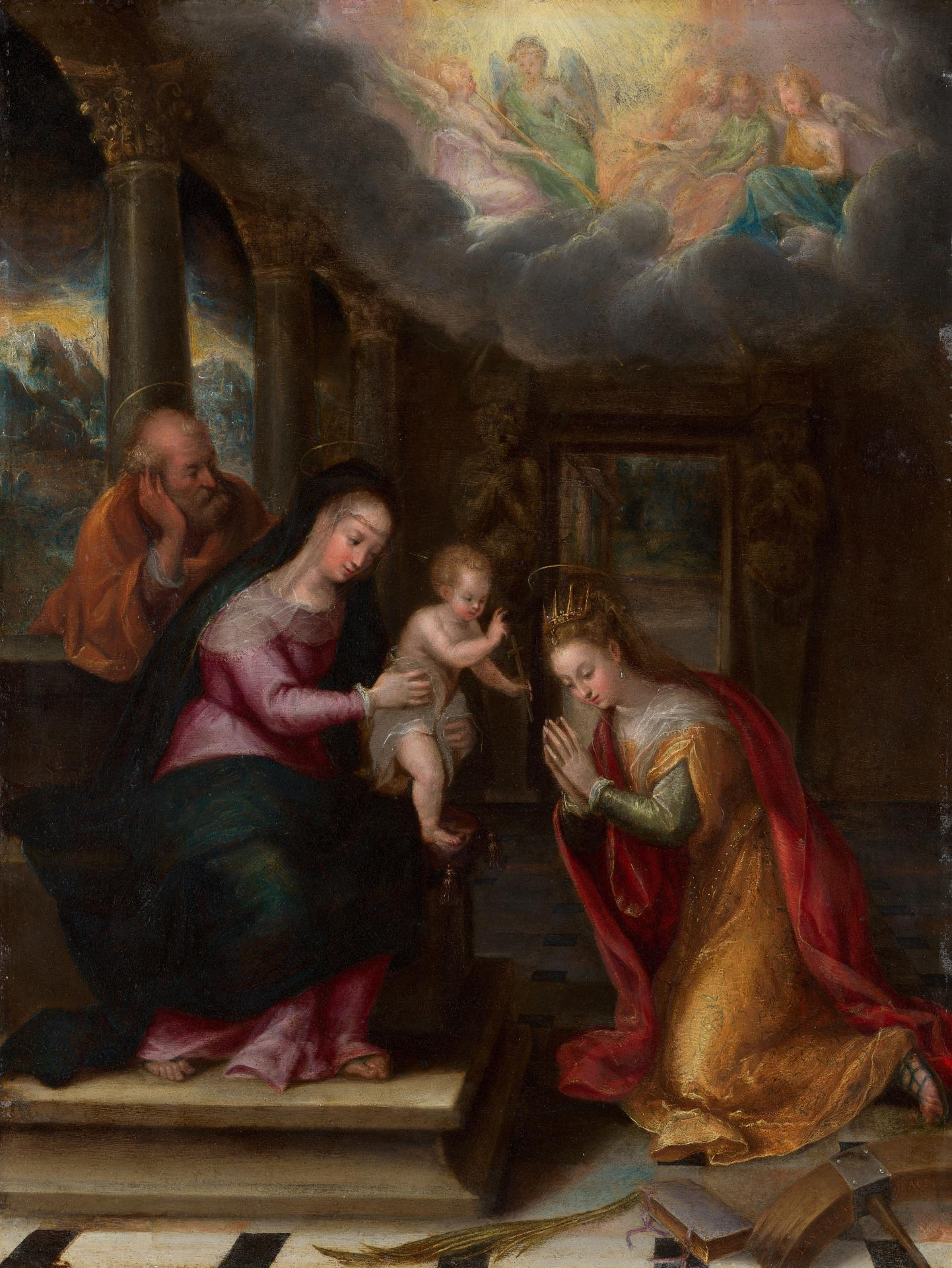
Mariage mystique de sainte Catherine, par Lavinia Fontana en 1574-1577.

Michele Giambono, Ambrogio Borgognone, Bernardino Zaganelli, Giovanni del Ponte (une représentation originale), Antonio Allegri, dit Corrège Le Mariage mystique de Sainte Catherine, devant Saint Sébastien, ainsi que Niccolò di Tommaso, Le Mariage mystique de Sainte Catherine entre Saint Jean-Baptiste et Saint Dominique, (v. 1346-1376), musée Fesch, Ajaccio, Lorenzo di Credi, Le Mariage mystique de Sainte Catherine d'Alexandrie (début XVIe siècle), musée des Beaux-Arts de Nîmes ; Biagio Pupini, Le Mariage mystique de Sainte Catherine, musée Jeanne-d'Aboville de La Fère ; Lorenzo Lotto, Le Mariage mystique de sainte Catherine, tableau de (1523), entre autres versions ; peintre anonyme émilien, Le Mariage mystique de Sainte Catherine, Musée Jeanne d'Aboville de La Fère ; Pierre Le Tellier Le Mariage mystique de sainte Catherine (1680-1682), musée d'art du comté de Los Angeles ;Bartolomé Esteban Murillo, Le Mariage mystique de Sainte Catherine (1680-1682), musée d'art du comté de Los Angeles ; Nicolò dell'Abbate, Le Mariage mystique de Sainte Catherine d'Alexandrie ; Hans Memling,  Le Mariage mystique de Sainte Catherine (1474-1479), Memling in Sint-Jan de Bruges. Sainte Catherine apparaît aussi comme protectrice dans le triptyque Donne ; Le Corrège, Mariage mystique de Sainte Catherine (vers 1510-1511), conservé à la National Gallery of Art de Washington ; Constant-Louis-Antoine Lorichon, Le Mariage mystique de sainte Catherine d'Alexandrie, gravure sur cuivre, d'après Le Corrège.
Véronèse a peint deux fois le mariage mystique. Une première fois (version de New Haven) vers 1547, conservé à la Yale University Art Gallery, et une deuxième fois (version de Venise) :  Le Mariage mystique de Sainte Catherine (vers 1575),  à la Gallerie dell'Accademia de Venise.

### Miniatures
Jean Bourdichon, dans Les Grandes Heures d'Anne de Bretagne, représente sainte Catherine avec la palme du martyre, l'épée et la roue, instruments de son supplice (voir Grandes Heures Anne de Bretagne Sainte Catherine 203v.jpg|Sainte Catherine dans Les Grandes Heures d'Anne de Bretagne de Jean Bourdichon.

Représentations en peinture
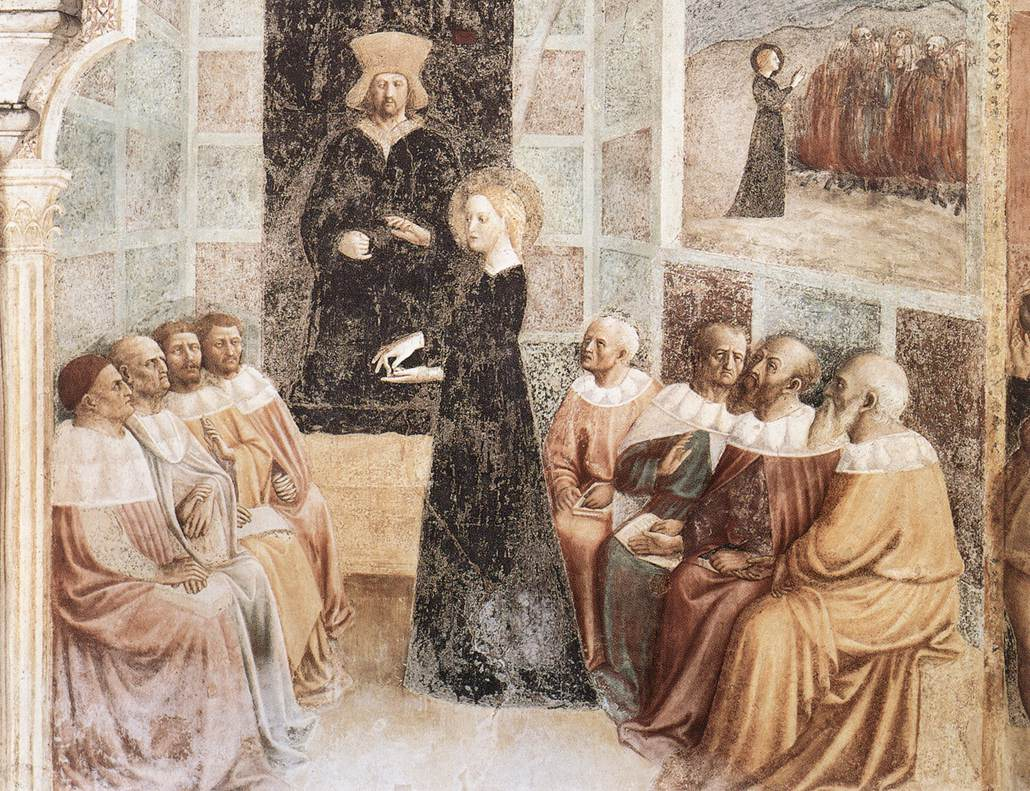
Masolino da Panicale, Sainte Catherine et les philosophes (1428-1430), basilique Saint-Clément-du-Latran.
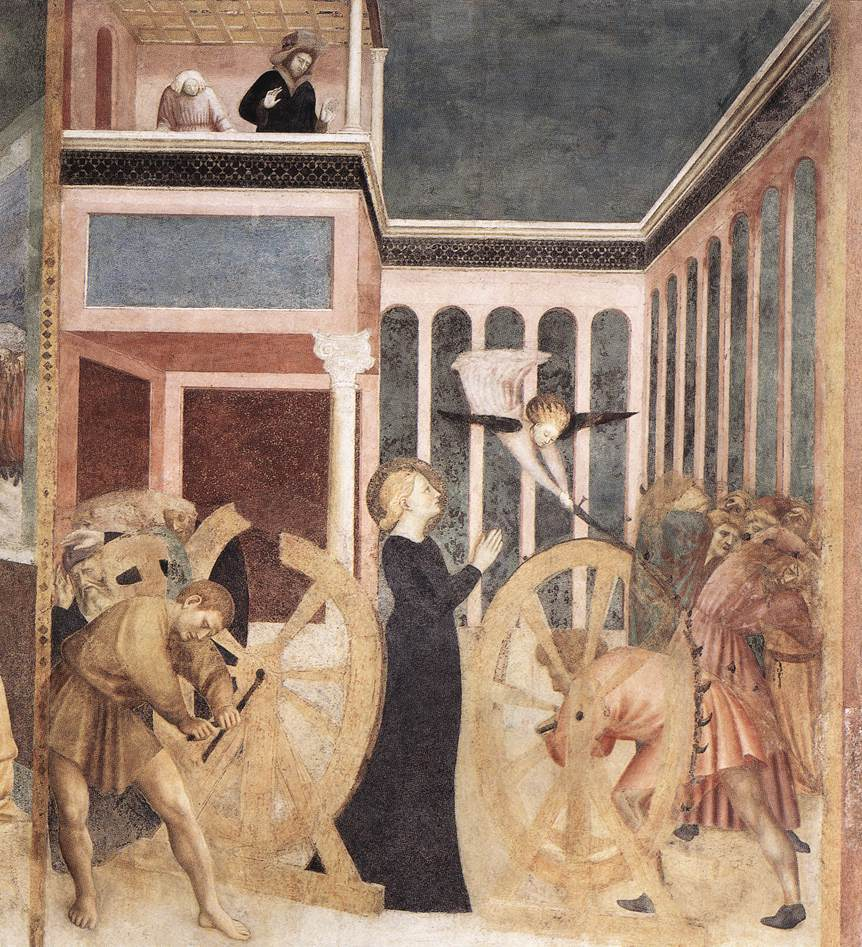
Masolino da Panicale, Martyre de sainte Catherine (1428-1430), basilique Saint-Clément-du-Latran. On voit l'intervention de l’ange qui détruit les roues entourées de scies et de clous.
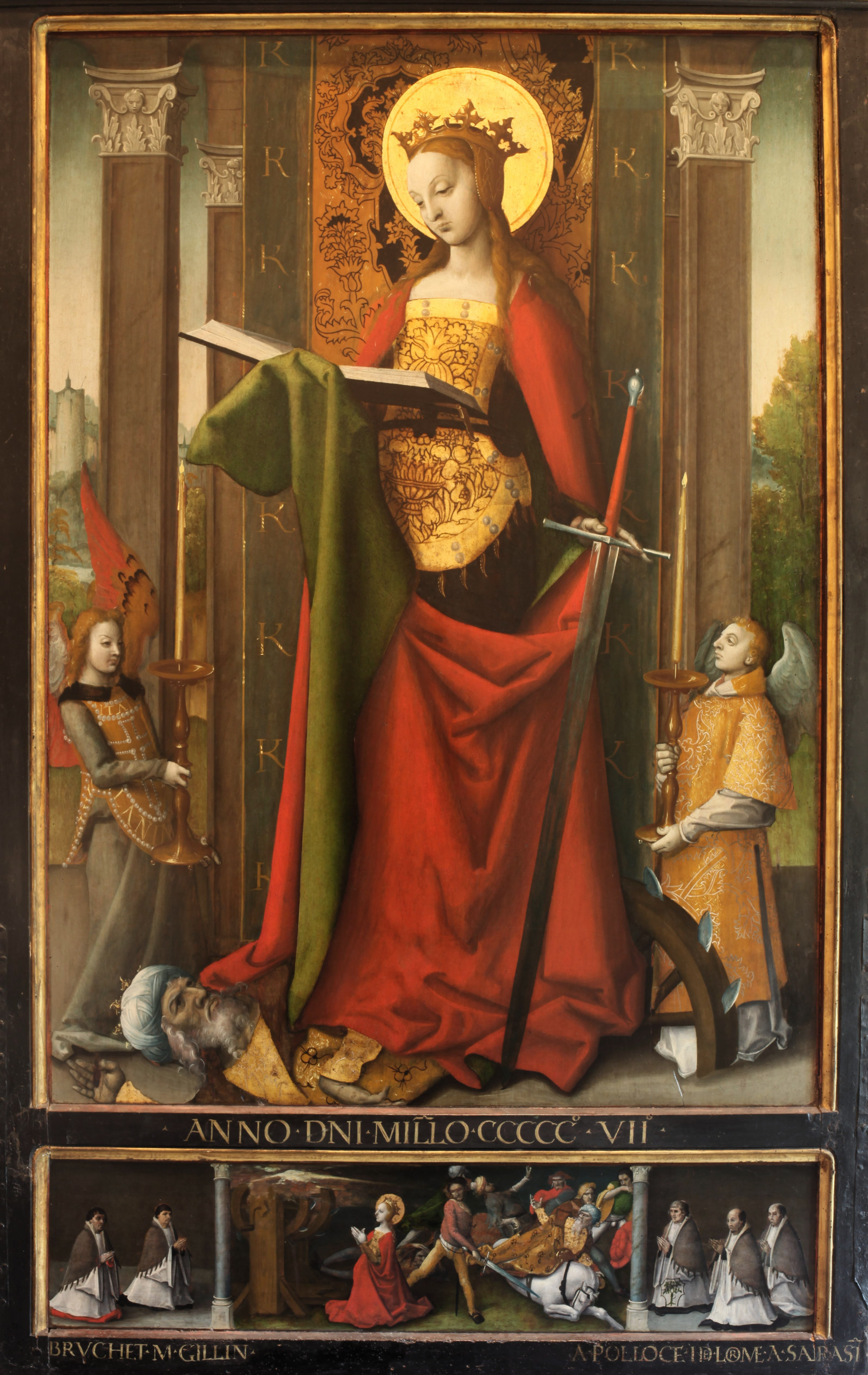
Claude Guinet, Sainte-Catherine, 1507. Musée des Beaux-Arts de Lyon.
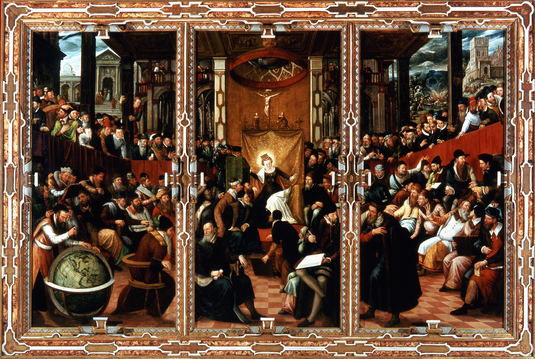
Hans Mielich, Sainte Catherine en discussion avec les philosophes (1572), retable de la Liebfrauenkirche d'Ingolstadt.
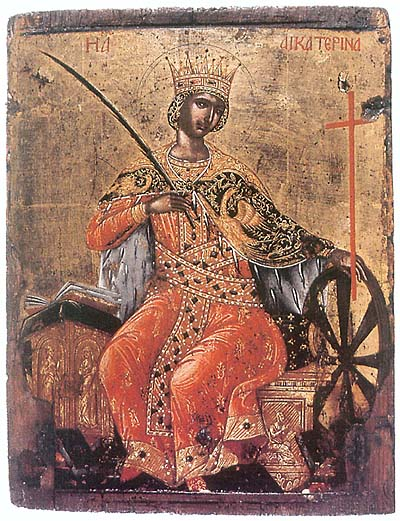
Icône de Sainte Catherine. Église des Saints-Archanges de Sarajevo, en Bosnie.
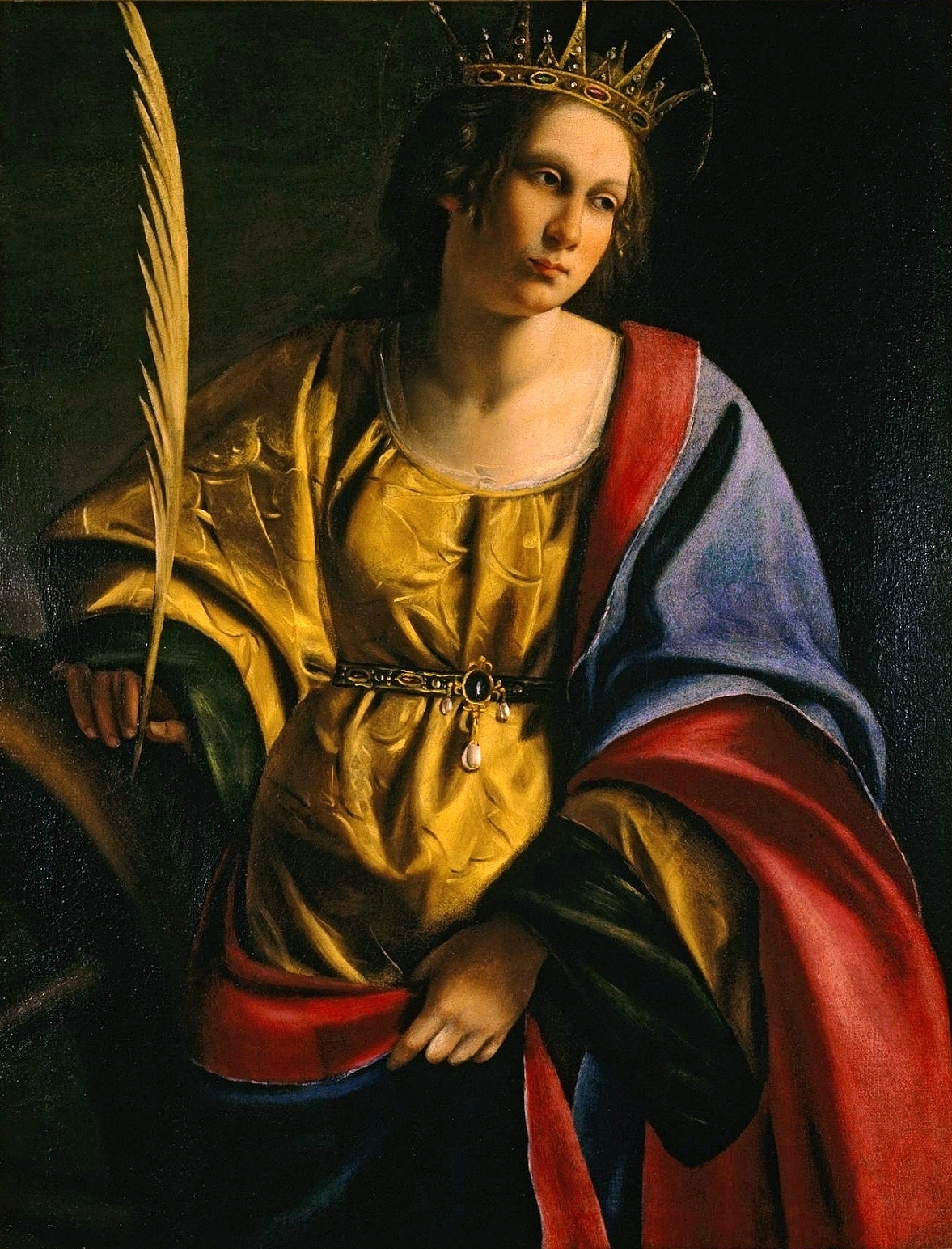
Artemisia Gentileschi - "Sainte Catherine d'Alexandrie, Musée d'El Paso.
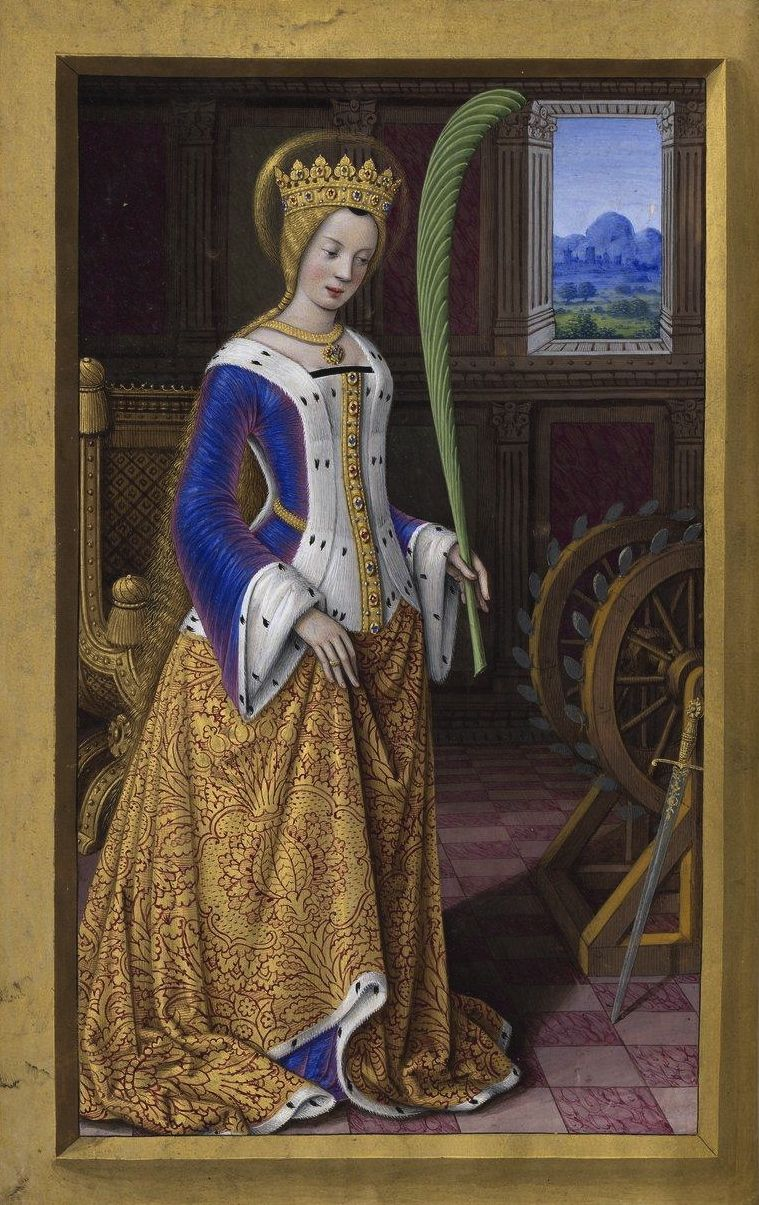
Sainte Catherine dans Les Grandes Heures d'Anne de Bretagne de Jean Bourdichon.

### Gravures
Albrecht Dürer a gravé Le Martyre de Sainte Catherine vers 1498.

### Sculptures

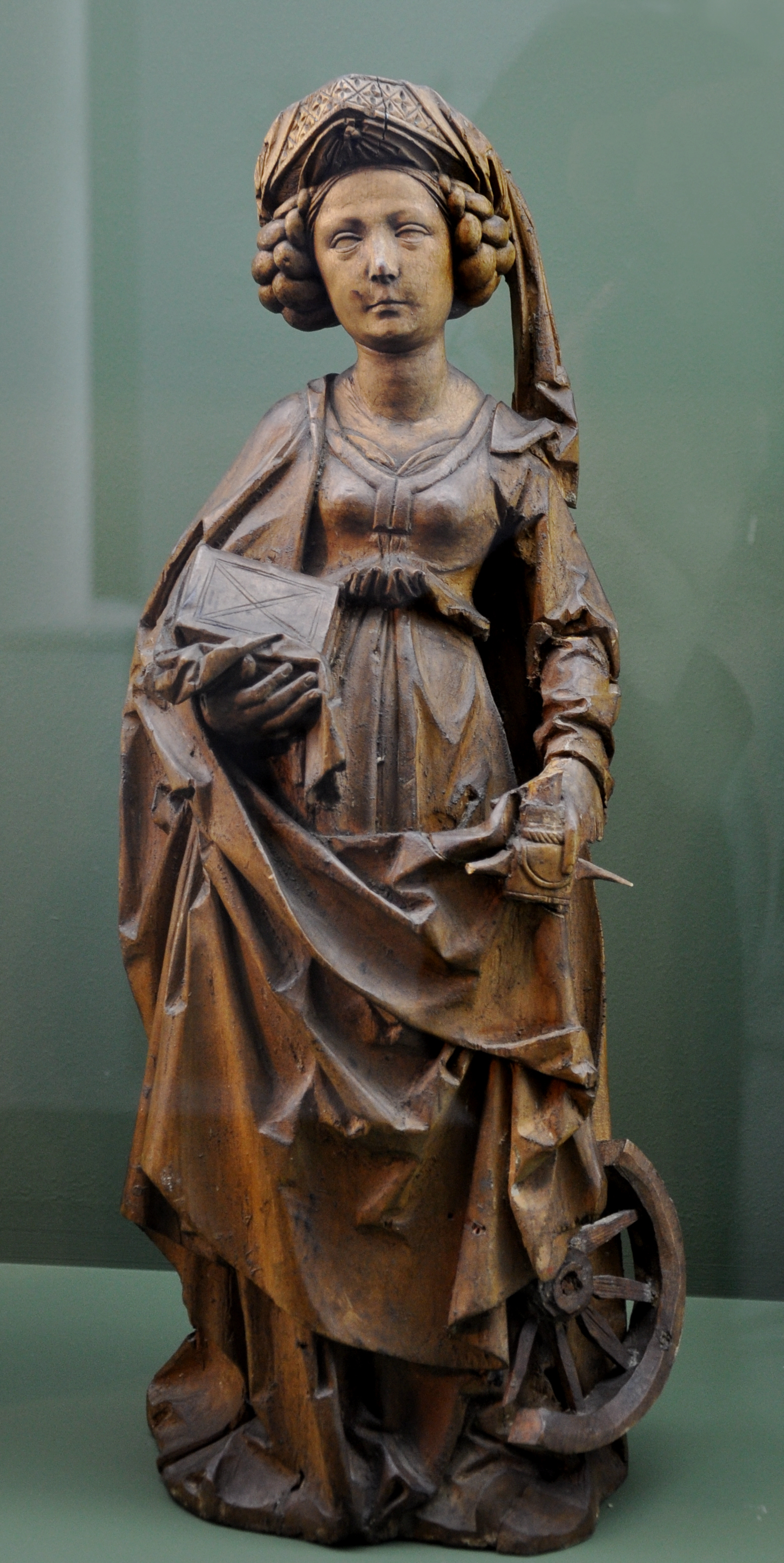
Sainte Catherine, par Tilman Riemenschneider.

Les sculptures représentent en général Sainte Catherine debout avec ses attributs.
Dans l'Église Saint-Jean-Baptiste de Chaource, une statue en pierre est conservée dans la chapelle Sainte-Catherine de l'église, avec traces de peinture polychrome, du XVIIe siècle, un livre ouvert dans la main droite ; la main gauche a disparu et devait tenir la palme du martyre.
A Huy, en Belgique, une statuette en bronze orne la fontaine Li Bassinia.
A Carhaix-Plouguer, dans la chapelle Sainte-Anne, une statue de Sainte Catherine d'Alexandrie la représente avec la roue de son supplice.
Dans l'Église Saint-Blaise du Cloître-Pleyben, une statue du style Renaissance.
Dans l'Église Saint-Nicolas, à Marignane, une prédelle du retable Renaissance est attribué au Maître de Marignane.
Dans l'Église Sainte-Colombe, à Hattstatt, une statue du (XVIIIe siècle).
Dans l'Église Sainte-Catherine, à La Roche-Derrien, une statue est située dans le porche principal.
Dans le réfectoire baroque du musée des Beaux-Arts de Lyon.
Dans l'Église Saint-Côme-et-Saint-Damien de Chamboulive, une statue en pierre calcaire est ornée de peinture polychrome du XVe siècle.
Dans la Chapelle Saint Jaoua de Plouvien, dans le Finistère, se trouve une statue en bois polychrome

Dans l'Église Saint-Germain-des-Roses, de Thizy (Yonne), une statue en pierre du XVIe siècle porte des traces de polychromie. Ses avant-bras sont manquants, on peut voir la roue, l'épée, ainsi que la tête coupée de l'empereur sous son pied gauche.

Représentations en sculpture
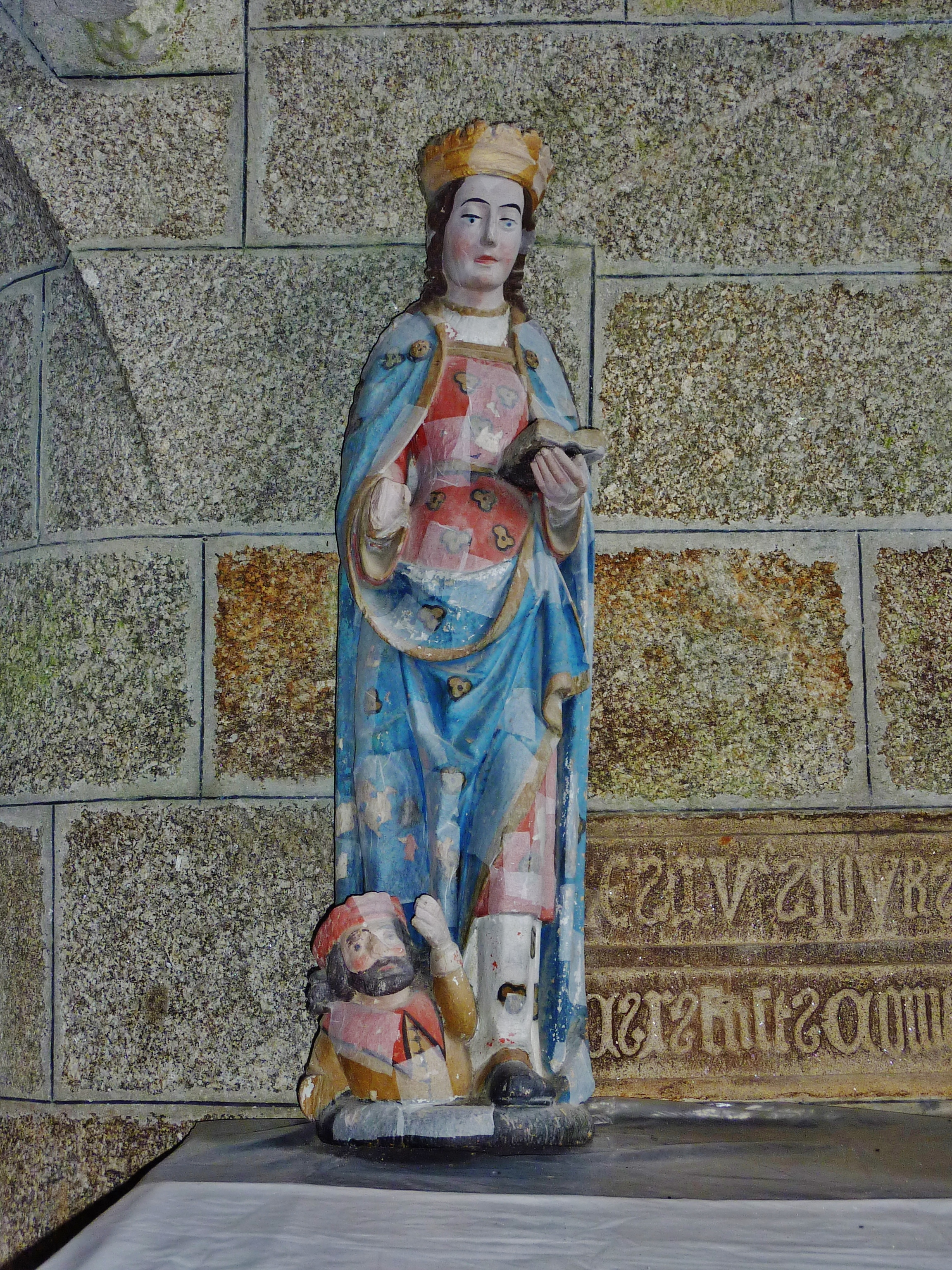
Kergrist-Moëlou : église paroissiale Notre-Dame, statue de sainte Catherine d'Alexandrie, avec la tête de l'empereur Maximin.
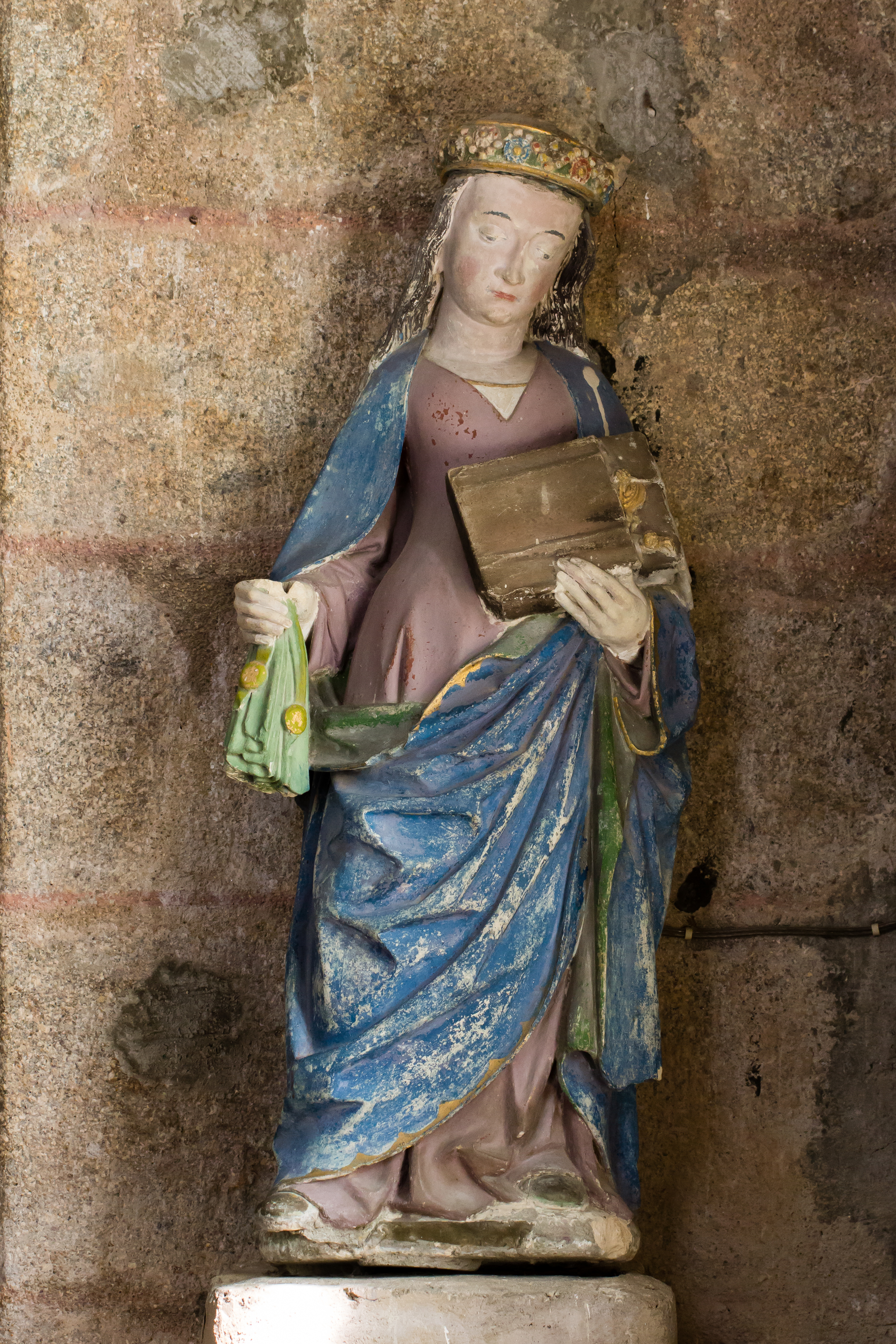
Statue en pierre polychrome de l'église Saint-Hilaire au Neufbourg.
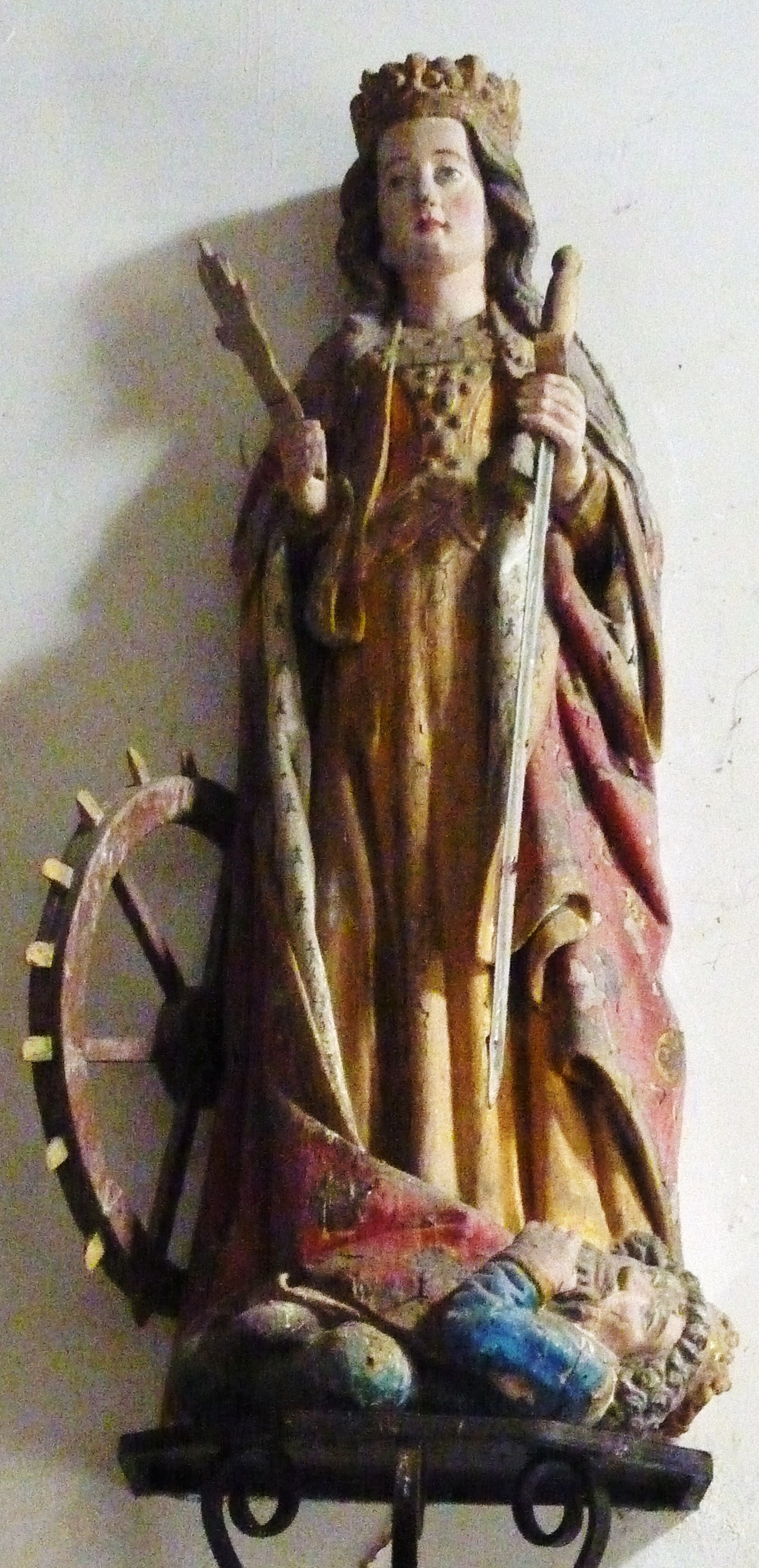
Carhaix-Plouguer : chapelle Sainte-Anne, avec la roue de son supplice.
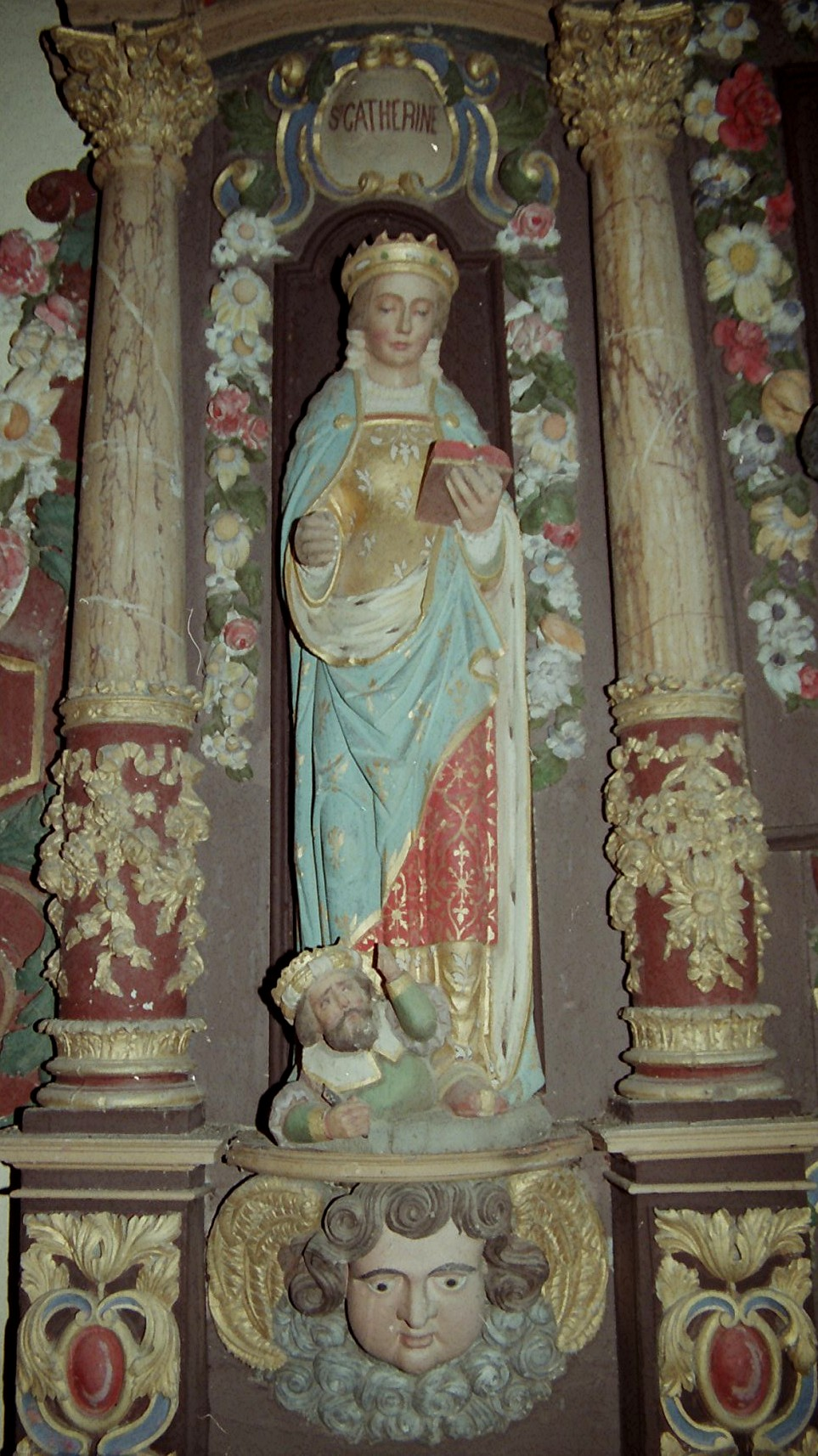
Église Saint-Blaise du Cloître-Pleyben, Sainte Catherine.
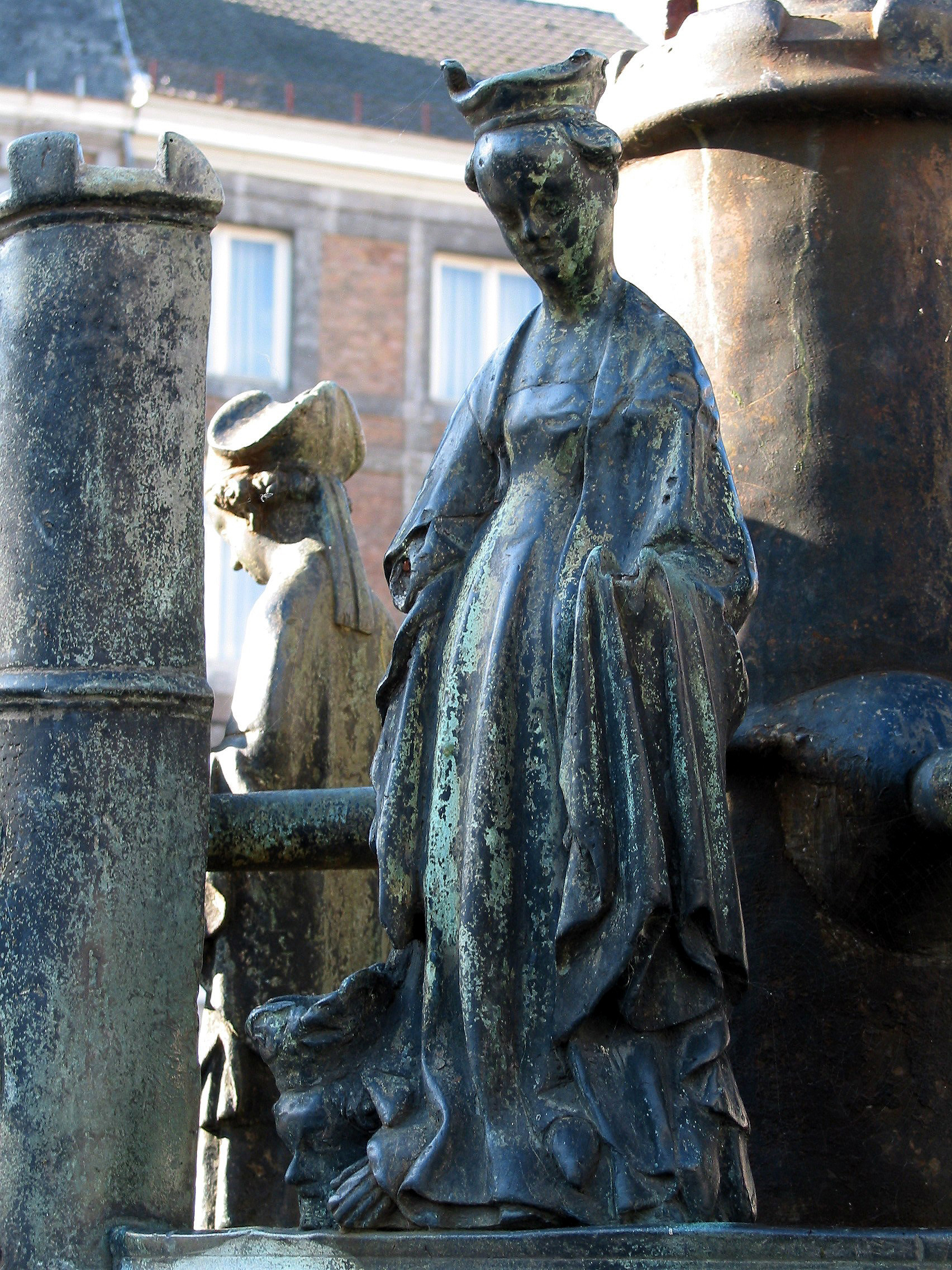
Sainte Catherine. Statuette en bronze de la fontaine Li Bassinia dans la ville de Huy.
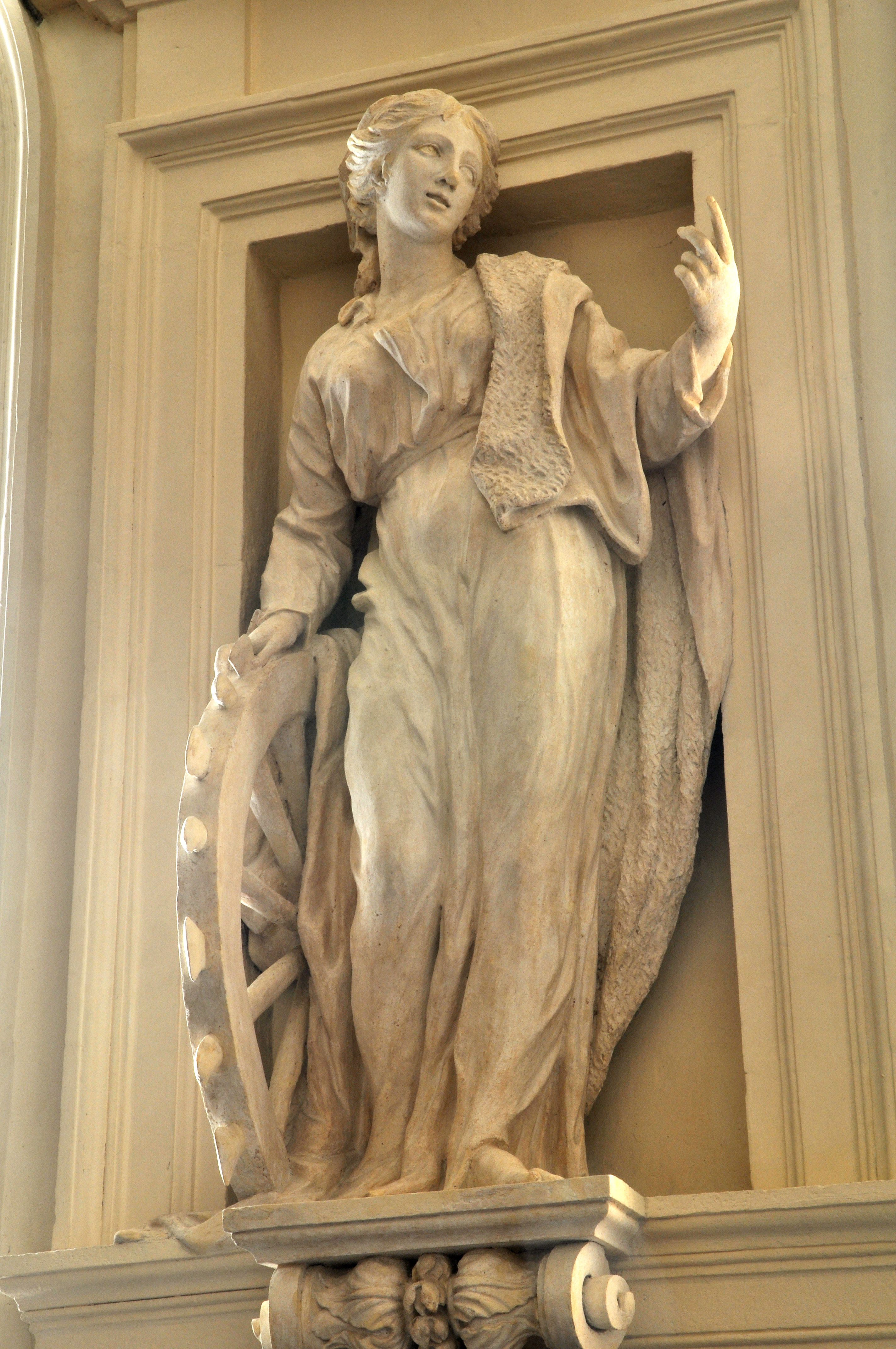
Sainte Catherine d'Alexandrie, sculpture du réfectoire baroque du musée des Beaux-Arts de Lyon.
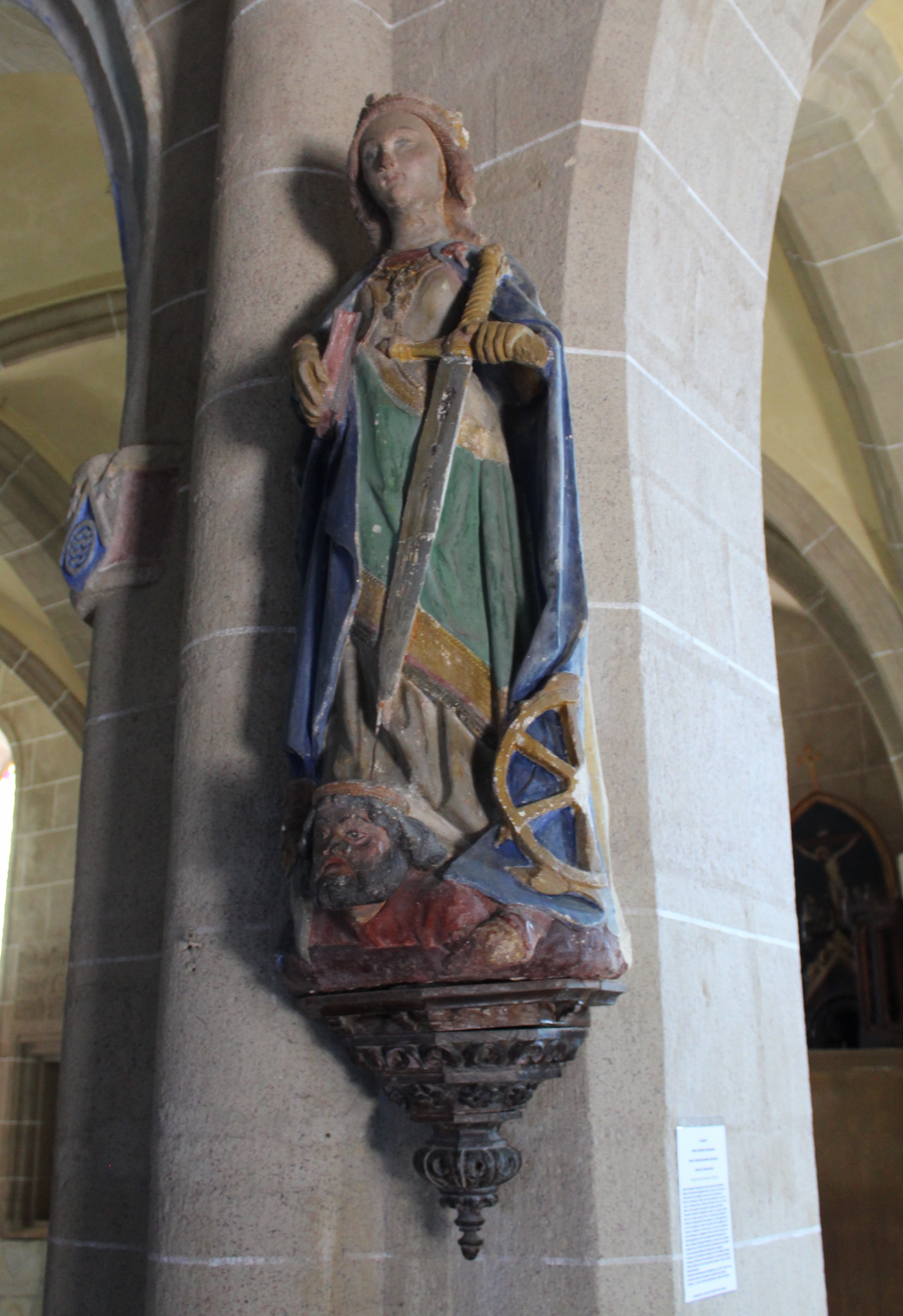
Chamboulive, statue en pierre calcaire avec peinture polychrome du XVe siècle.
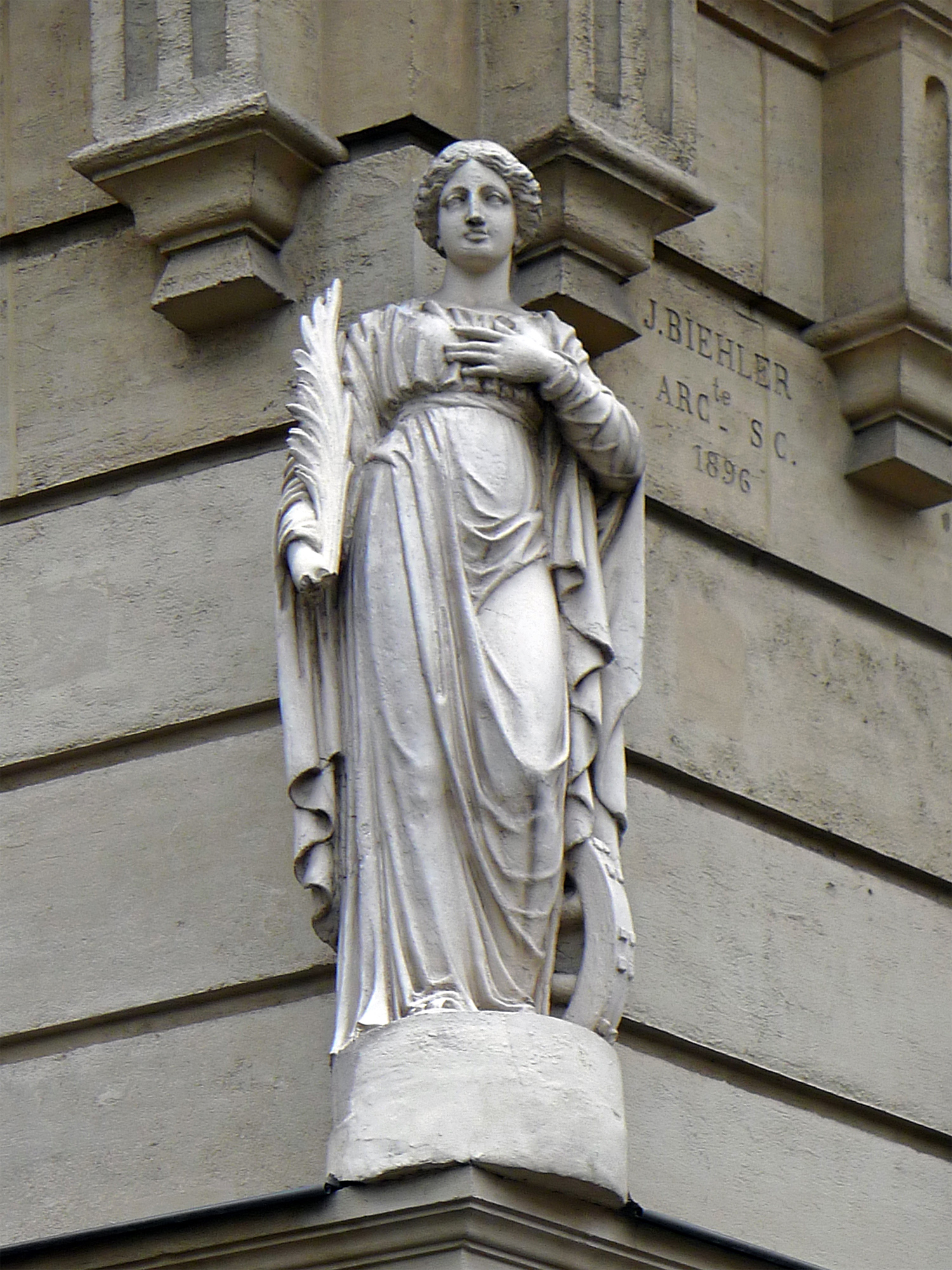
Sainte Catherine au coin de la rue de Sévigné et Saint-Antoine à Paris.
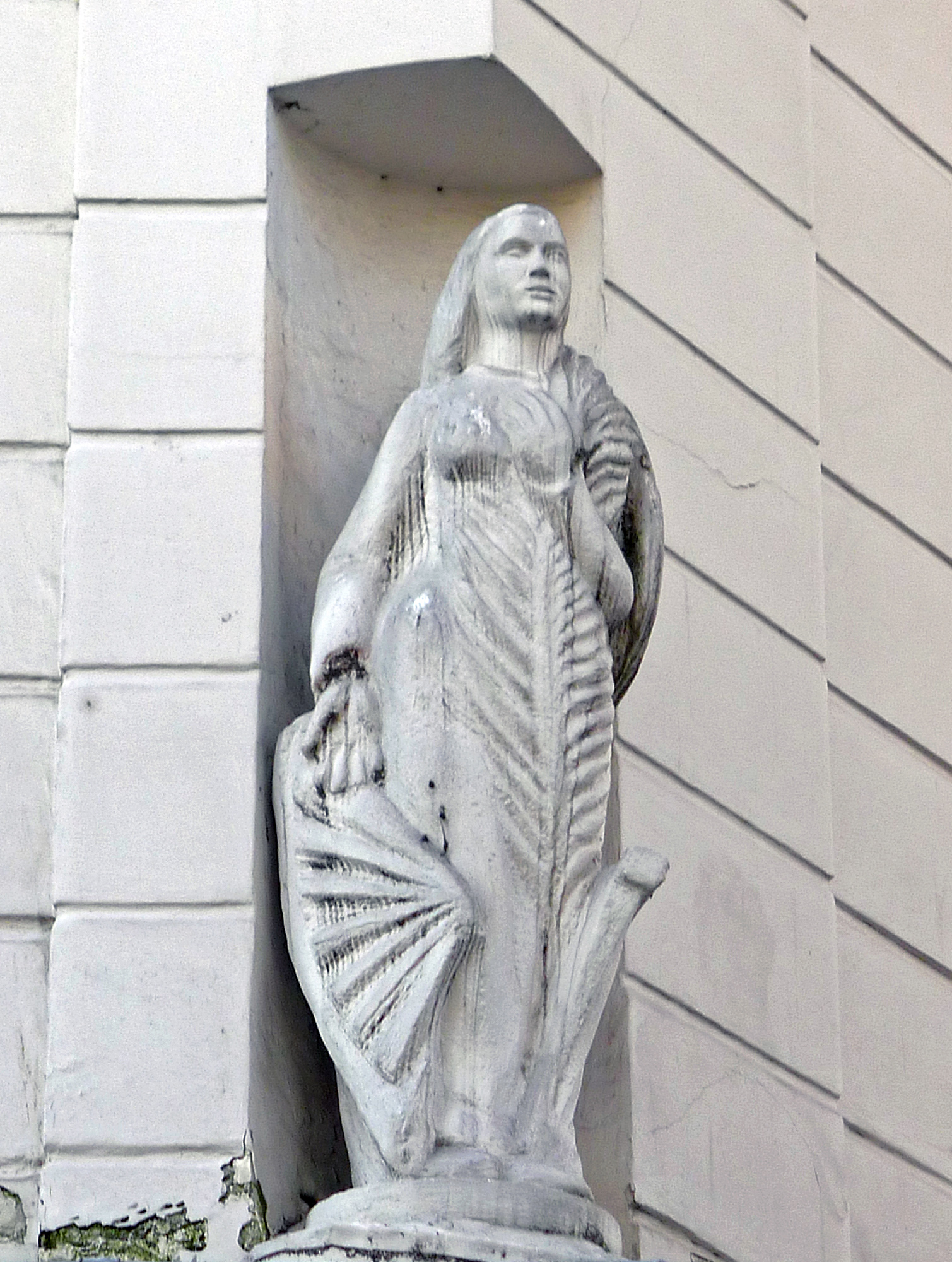
Niche avec statue de Sainte Catherine, rue Poissonnière à Paris.

### Art contemporain
Catherine d'Alexandrie figure parmi les 1 038 femmes référencées dans l'œuvre d’art contemporain The Dinner Party (1979) de Judy Chicago. Son nom y est associé à Hypatie,.

### Vitraux
Dans l'Église Sainte-Catherine, à La Roche-Derrien, elle est représentée en pied à la verrière de l'autel, et un triptyque du jugement et de l'exécution est sur un vitrail latéral

Dans la Cathédrale Notre-Dame de Constance à Constance, elle est représentée sur un vitrail latéral. D'autres vitraux peuvent se voir à l'Église Saint-Sulpice de Paris, et à Saint-Quentin. Les saintes Marguerite et Catherine sont dans un vitrail à Chartres.

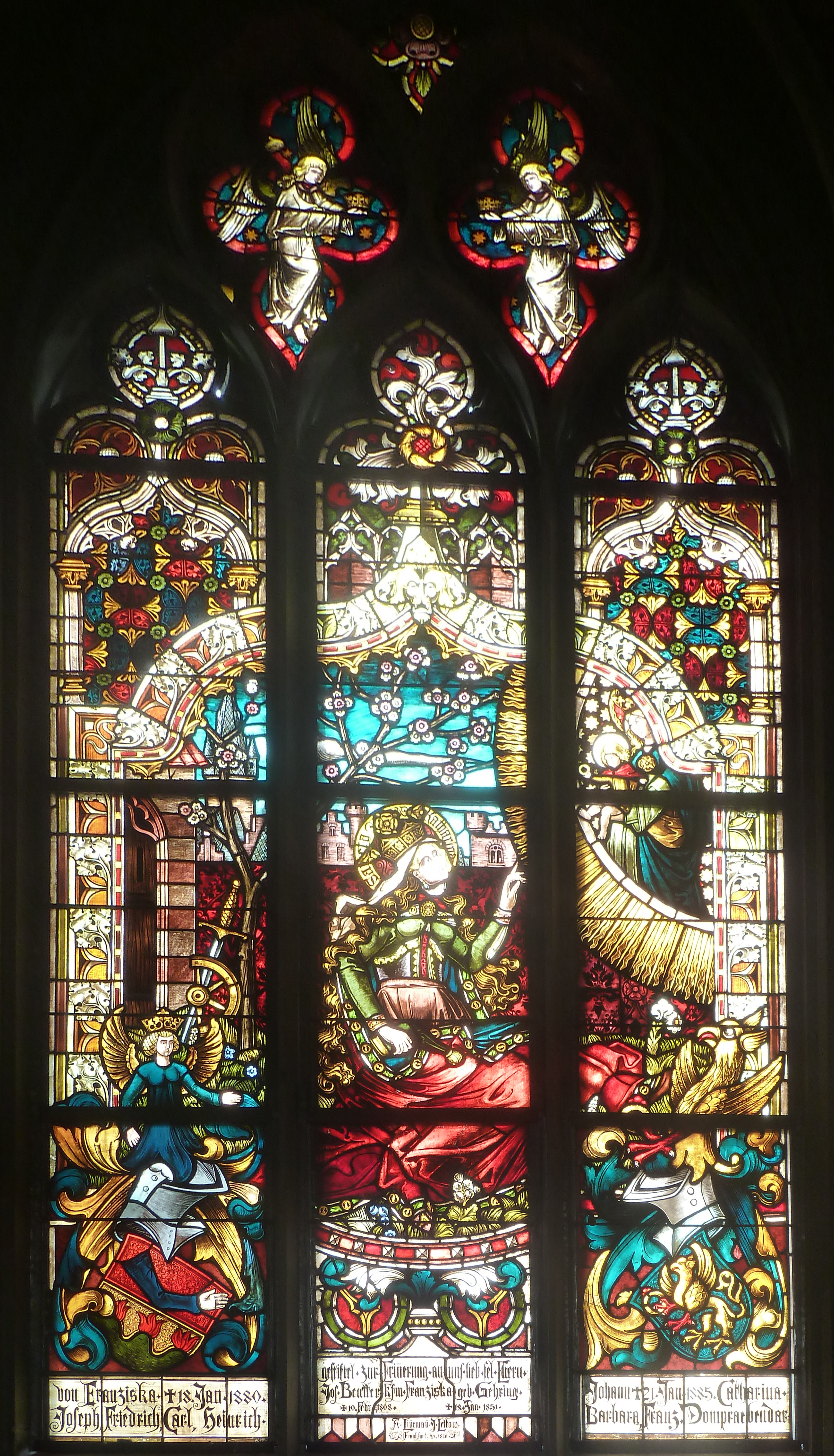
Vitrail de la cathédrale Notre-Dame de Constance à Constance.
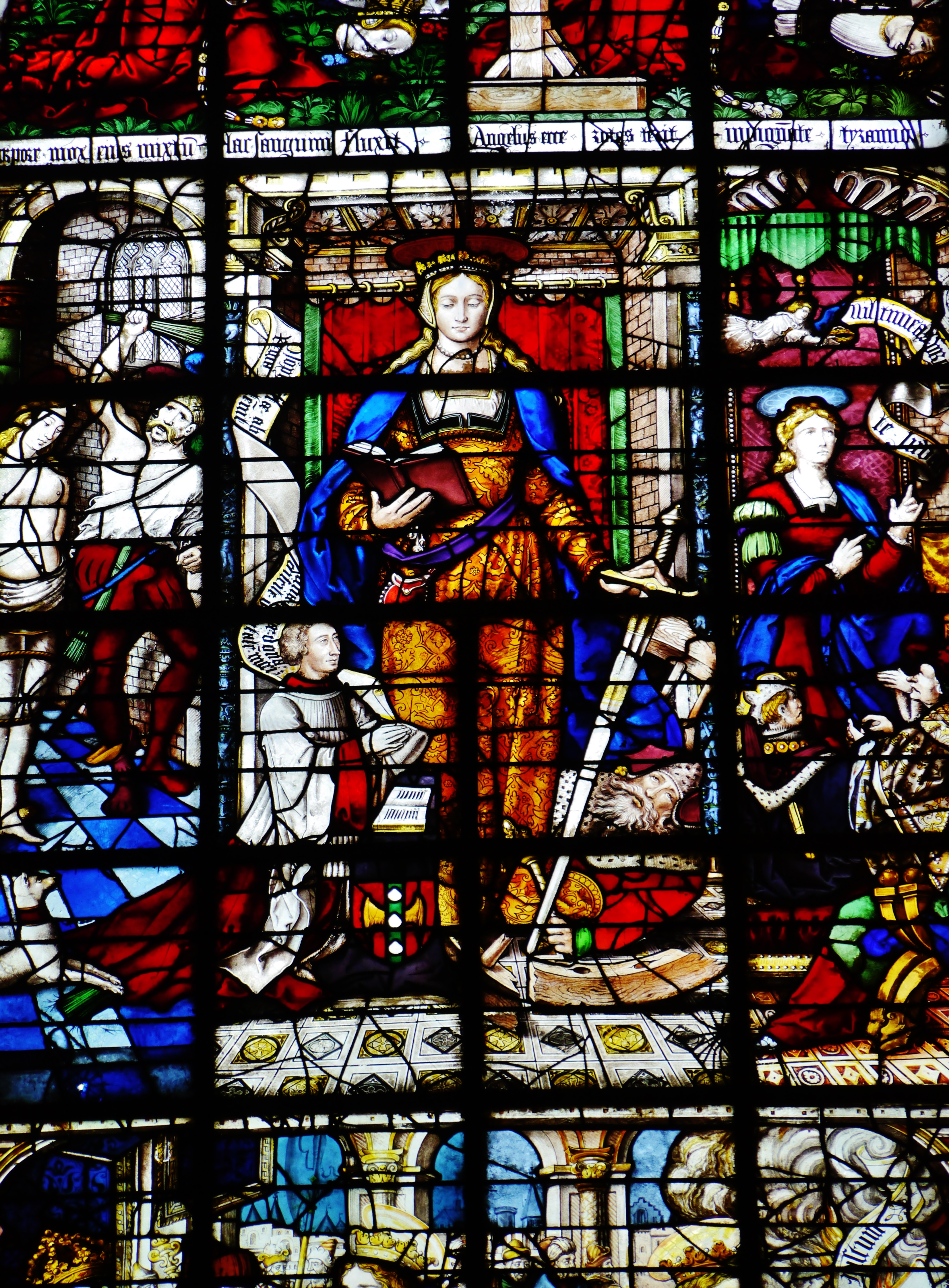
Partie médiane d'une verrière de la basilique de Saint-Quentin, Mathieu Bléville, 1521.
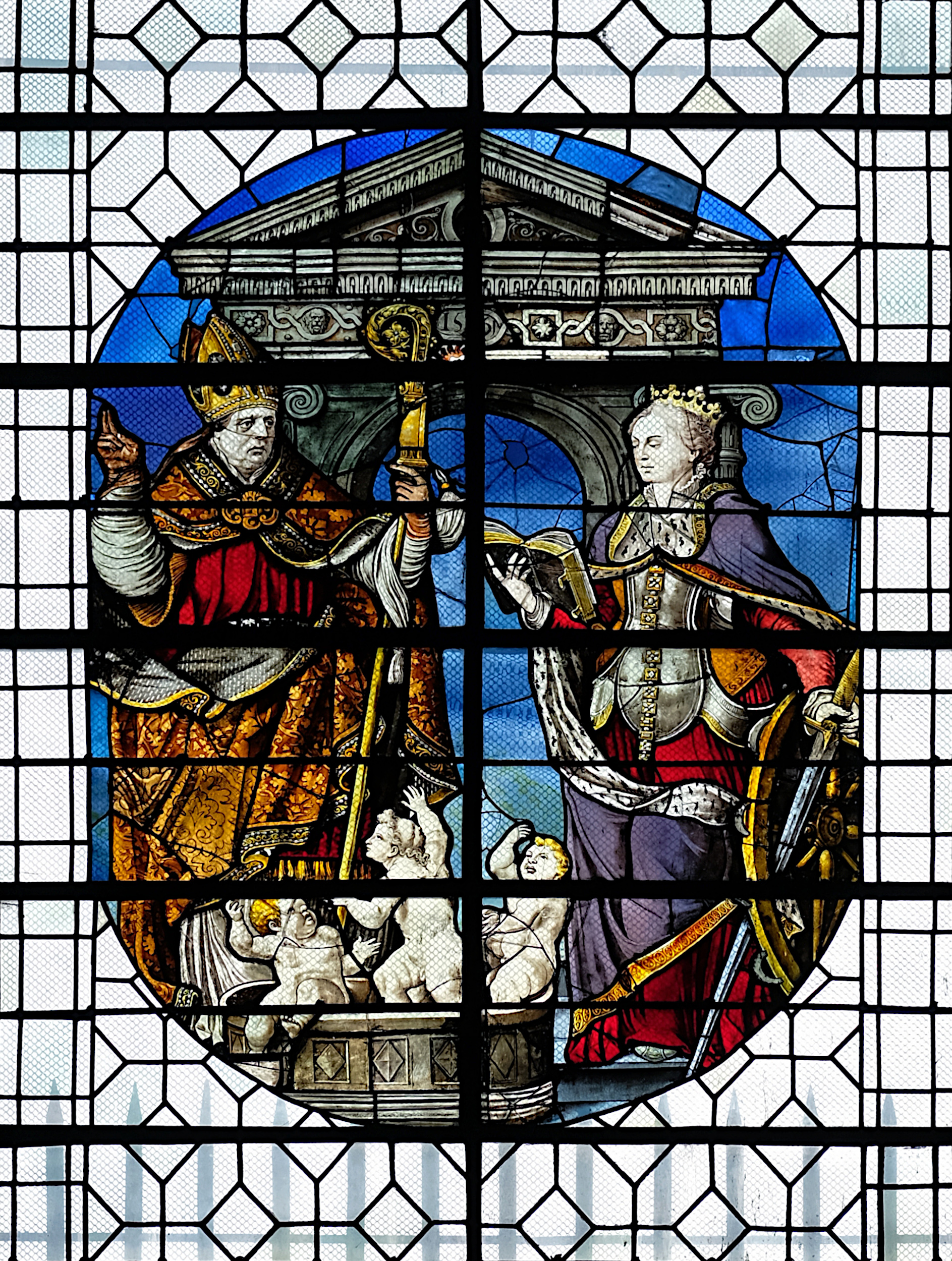
Sainte Catherine avec Saint Nicolas, médaillon central d'un vitrail du début du XVIIe siècle (église Saint-Gervais-Saint-Protais, Paris 4e).
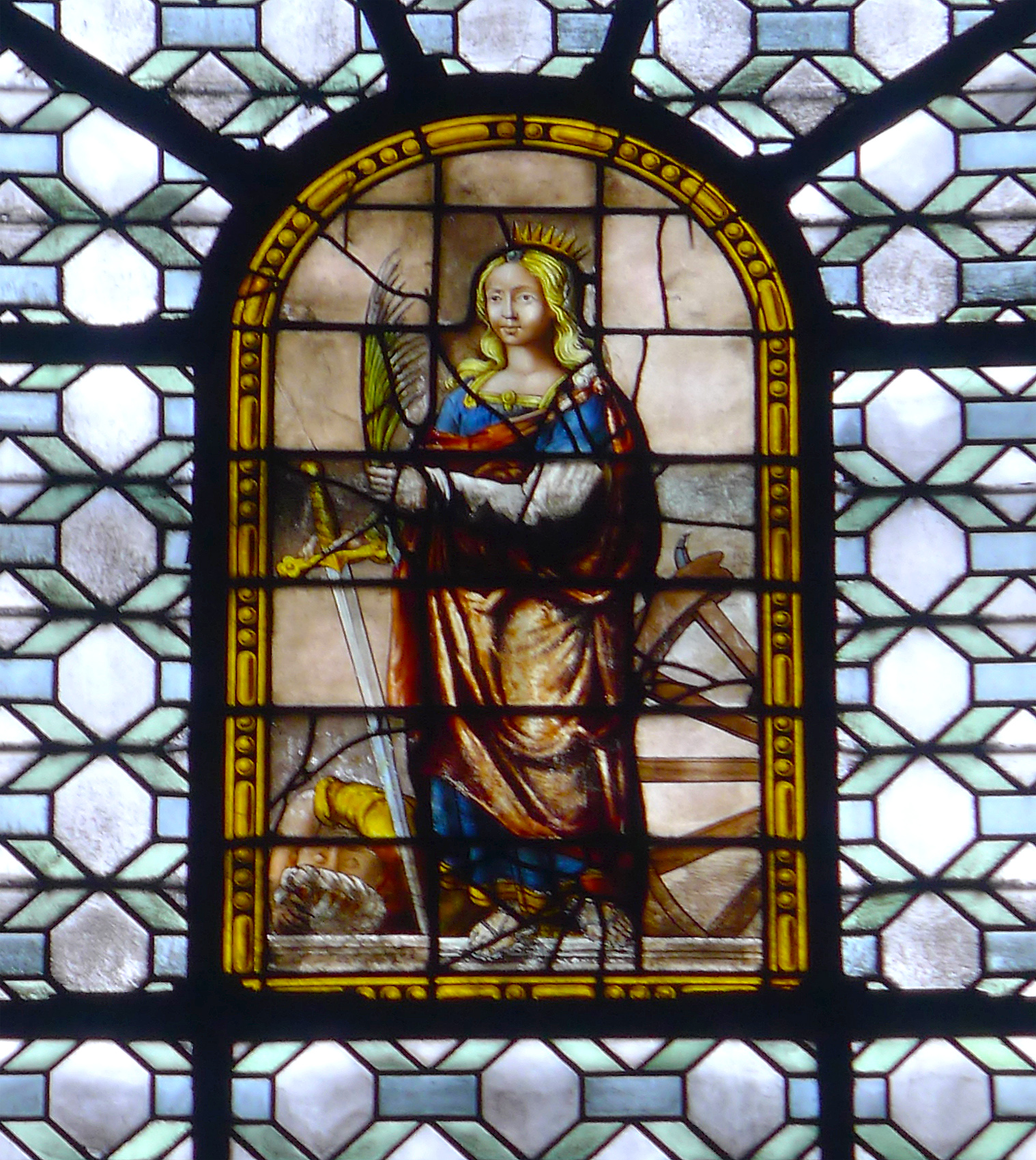
Sainte Catherine d'Alexandrie, médaillon central d'un vitrail des années 1670 (église Saint-Sulpice de Paris).

### Littérature
Étienne Poytevin a écrit une tragédie intitulée Sainte Catherine (Paris : Mathurin Hénault, 1619). Jean Marcel, dans son roman érudit Hypatie ou la fin des dieux (Leméac, 1989), élabore l'hypothèse selon laquelle Catherine d'Alexandrie serait une figure contrefaite d'Hypatie, philosophe et mathématicienne de renom.

### Chansons. Cantiques
- La chanson Katherine Wheel (la « Roue de Catherine ») du groupe HIM parle de Catherine d'Alexandrie.
- Cantique breton Santez Katell, à La Roche-Derrien
- Katerine Collaudemus, hymne à Sainte Catherine, dans le supplément (19*)] des Carmina Burana
- La seconde chanson de l'album New Gold Dream du groupe Simple Minds s'appelle Colours Fly and Catherine Wheel et parle de Sainte Catherine.
- En 1998, la chanteuse britannique PJ Harvey sort The Wind une chanson sur la sainte tiré de son album Is This Desire?.

#### Sources
Les sources les plus anciennes sont une Vie et Passion écrite en grec, existant en trois recensions (BHG 30a, 30 et 31) s'échelonnant vraisemblablement du courant du VIIIe siècle jusqu'au début du IXe siècle et qui ont été publiées par Joseph Viteau en 1897; à noter la mention d'une traduction en latin d'un de ces textes dans un Passionnaire du début du  IXe siècle. La trame d'une des traductions latines primitives fut, à la fin du XIIIe siècle, suivie dans La Légende dorée de Jacques de Voragine (l'édition de G.P. Maggioni 1998/2007 doit être préférée à celle de Theodor Graesse), qui a donné lieu à de nombreuses traductions:
- Jacques de Voragine (trad. Gustave Brunet), La Légende dorée, C. Gosselin, 1843 (lire en ligne), p. 209 et suivantes.
- Jacques de Voragine, La Légende dorée, Wikisource, traduction de Théodore de Wyzewa, 1910.
- Jacques de Voragine, La Légende dorée, Gallimard, coll. « Bibliothèque de la Pléiade », 2004, chap. 168 (« Sainte Catherine »), p. 975-985. Notes du chapitre 168 : Sainte Catherine, p. 1466-1469. Édition très détaillée.

#### Études
- Olivier Naudeau, La Passion de Sainte Catherine d'Alexandrie par Aumeric, Max Niemeyer Verlag, coll. « Beihefte zur Zeitschrift für romanische Philologie » (no 186), 1982, 202 p. (ISBN 978-3-484-52186-5)Éditée d'après le manuscrit n° 945 de la Bibliothèque de Tours, avec introduction, étude de la langue et glossaire par Olivier Naudeau.
- Ferdinand Denis Le Roux de Lincy, Le Livre des proverbes français, Adolphe Delahay, 1859, 1179 p. (lire en ligne), p. 119
- Anne Monjaret (préf. Martine Segalen), La Sainte-Catherine. Culture festive dans l'entreprise, Paris, CTHS (Comité des travaux historiques et scientifiques), coll. « Le regard de l'ethnologue » (no 8), 1997, 239 p. (ISBN 978-2-7355-0363-6)Propose un historique et une approche ethnologique de la fête, du XIXe siècle à nos jours.

- Anne Monjaret, Les Catherinettes en fête, Paris, Archives & Culture, coll. « Images d’autrefois », 1997, 79 p. (ISBN 978-2-35077-103-8)